# Storia del Partito Democratico (Stati Uniti d'America)
Il Partito Democratico è uno dei due principali partiti del sistema politico degli Stati Uniti e il più antico partito politico esistente in quel paese, fondato negli anni Trenta e Quaranta dell'Ottocento. Ad oggi è anche il più longevo partito politico votato nel mondo. Durante i suoi quasi due secoli di vita, il partito è cambiato in modo significativo.
Conosciuto come il partito dell'"uomo comune", il primo Partito Democratico sosteneva i diritti individuali e la sovranità statale (inteso come Stato singolo in contrapposizione al Governo Federale) opponendosi altresì alle banche e al sistema tariffario elevato. Nei primi decenni della sua esistenza, dal 1832 alla metà degli anni 1850 (nel periodo noto come Second Party System), sotto i presidenti Andrew Jackson, Martin Van Buren e James K. Polk, i Democratici di solito si battevano con il partito Whig ed i risultati elettorali erano caratterizzati da margini piuttosto ristretti.
Prima della guerra civile americana il partito sosteneva o tollerava la schiavitù; successivamente, fino alla Grande Depressione, il partito si oppose alle riforme dei diritti civili, nell'intento di mantenere saldo il sostegno degli elettori degli Stati del Sud. Durante questo secondo periodo (1865-1932), il suo avversario politico, il Partito Repubblicano (organizzato a metà degli anni 1850 dalle rovine del Partito Whig e di alcuni altri gruppi più piccoli), fu dominante nella elezioni alla carica presidenziale. Infatti, i Democratici elessero solo due presidenti durante questo periodo: Grover Cleveland (nel 1884 e 1892, l'unico, ad oggi, ad essere stato eletto per due mandati non consecutivi) e Woodrow Wilson (nel 1912 e 1916). Nello stesso periodo i Democratici si dimostrarono però più competitivi con i Repubblicani nella elezioni congressuali, raggiungendo maggioranze alla Camera dei Rappresentanti in 15 dei 36 Congressi eletti, anche se solo in cinque di questi riuscirono a formare la maggioranza anche al Senato. Inoltre, il Partito Democratico era diviso tra i Bourbon Democrats, che rappresentavano gli interessi economici degli Stati dell'Est industriale e quelli rurali degli Stati del sud e dell'ovest, la cui base elettorale comprendeva anche i contadini ed i lavoratori agrari più poveri. Le fazioni agrarie del Partito, accomunate nello slogan dell'argento gratis (cioè a favore dell'inflazione), conquistarono il partito nel 1896 e nominarono William Jennings Bryan alle elezioni presidenziali del 1896, 1900 e 1908, puntualmente perse in ogni occasione. Bryan e Wilson furono entrambi leader del movimento progressista negli Stati Uniti (1890-1920) e si opposero all'espansione imperialistica all'estero mentre sponsorizzavano le riforme liberali in patria.
A partire dal 32º presidente, Franklin D. Roosevelt, il partito dominò la scena politica durante il Fifth Party System, che durò dal 1932 fino agli anni '70 circa. In risposta al crollo di Wall Street del 1929 e alla successiva Grande Depressione, il partito supportò un vasto piano, noto come New Deal, di riforme economiche e sociali e di programmi liberali per combattere le crisi finanziarie con politiche che continuarono anche durante la seconda guerra mondiale. Il Partito mantenne la Casa Bianca anche dopo la morte di Roosevelt nell'aprile 1945, rieleggendo l'ex vicepresidente Harry S. Truman nel 1948. Durante questo periodo, il Partito Repubblicano riuscì ad eleggere un solo presidente (Eisenhower nel 1952 e nel 1956) ed è stato la minoranza al Congresso, con le eccezioni del 1946 e del 1952. Le potenti presidenze di commissione, assegnate automaticamente sulla base dell'anzianità, conferirono potere soprattutto agli esponenti degli Stati del Sud, al Congresso da più tempo. Fra i più importanti leader democratici del periodo postbellico si ricordano i presidenti Harry S. Truman (1945–1953), John F. Kennedy (1961–1963) e Lyndon B. Johnson (1963–1969). Il repubblicano Richard Nixon con le vittorie presidenziali del 1968 e del 1972 chiuse l'era del New Deal.
I democratici hanno vinto sei delle ultime dodici elezioni presidenziali, vincendo quelle del 1976 (con il 39º presidente Jimmy Carter, 1977-1981), del 1992 e 1996 (con il 42º presidente Bill Clinton, 1993-2001), del 2008 e 2012 (con il 44º presidente Barack Obama, 2009-2017) e del 2020 (con l'attuale 46º presidente Joe Biden). I democratici hanno vinto anche il voto popolare nel 2000 e nel 2016, ma hanno perso il voto del Collegio elettorale, rispettivamente, con i candidati Al Gore, vicepresidente di Clinton, e Hillary Clinton, moglie dello stesso presidente. Nella loro storia, i Democratici per quattro volte non hanno eletto il presidente pur avendo ricevuto più voti popolari, accadde alle elezioni del 1876 e del 1888, oltre a quelle già menzionate del 2000 e del 2016.

## Gli anni della fondazione: 1820-1828
Il moderno Partito Democratico venne fondato, alla fine degli anni 20 del XIX secolo, attraverso l'aggregazione di precedenti fazioni del Partito Democratico-Repubblicano (il partito sorto per volontà di Thomas Jefferson), in gran parte sciolte o indebolite dalle presidenziali del 1824. L'allora leader del partito Democratico-Repubblicano dello Stato New York, Martin Van Buren, promosse la fondazione di un nuovo soggetto che riunì un gruppo di politici attivi in ogni Stato, sotto la leadership di Andrew Jackson del Tennessee, eroe della guerra anglo-americana del 1812. Il modello e la velocità di formazione differivano da stato a stato, ma, alla la metà degli anni '30 del XIX secolo, quasi tutte le realtà locali (statali) del partito democratico erano uniformi fra loro.

## Il trionfo jacksoniano: 1829–1840

### Presidenza di Andrew Jackson (1829-1837)

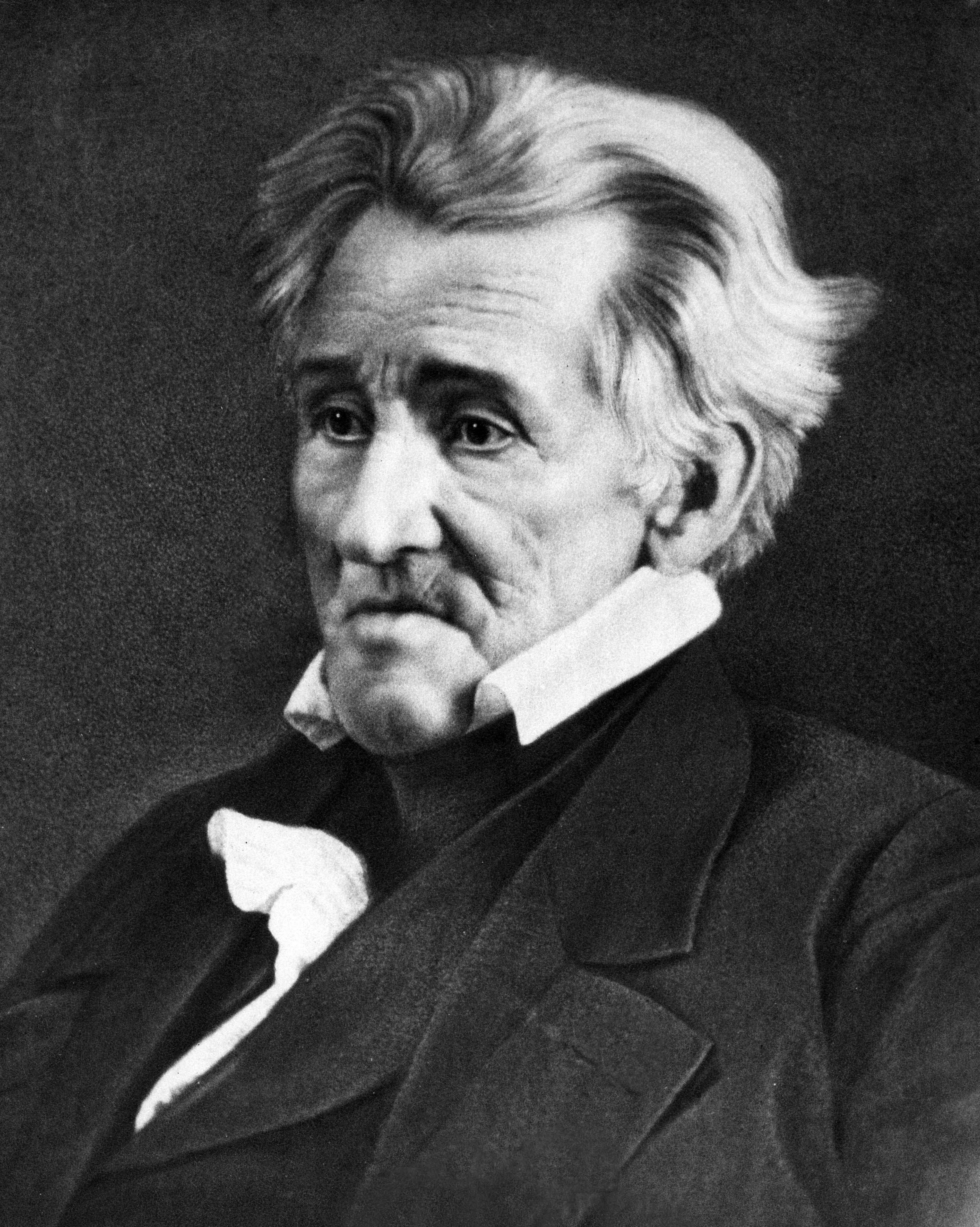
Andrew Jackson, fondatore del Partito Democratico e primo presidente degli Stati Uniti eletto fra le file del partito.

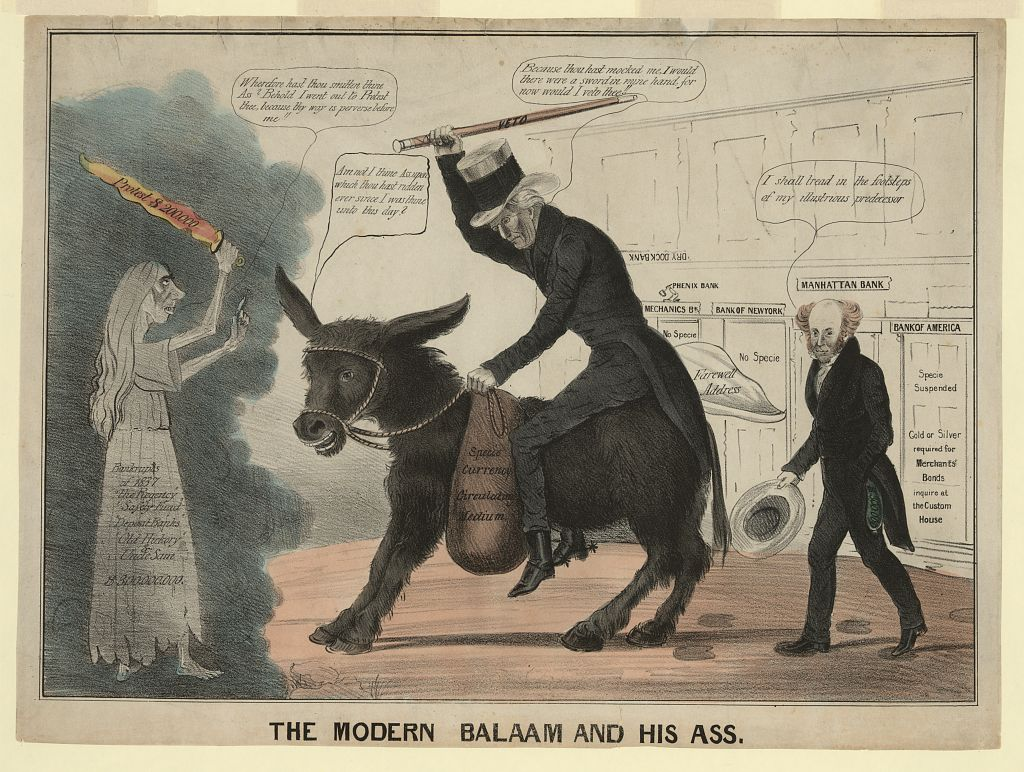
La vignetta del 1837 mostra il Partito Democratico come un asino

Lo spirito della democrazia jacksoniana animò il partito dall'inizio degli anni '30 agli anni '50 del 1800, dando forma al secondo sistema bipartitico, con il partito Whig come principale oppositore. Dopo la scomparsa dei federalisti e l'era dei buoni sentimenti (1816-1824), ci fu una pausa di fazioni personali debolmente organizzate fino al 1828-1832 circa, quando emerse il moderno Partito Democratico insieme al suo rivale, il Partito Whig. Il nuovo Partito Democratico coagulò insieme gli interessi di diverse categorie di elettori: agricoltori, impiegati nelle città e cattolici irlandesi. Entrambi i partiti cercarono di organizzare la propria base e massimizzare l'affluenza alle urne, che spesso raggiunse l'80% o il 90% degli aventi diritto. Entrambi i partiti finanziarono le propri campagne elettorale facendo ampio ricorso al patrocinio federale che alimentò le emergenti strutture politiche delle grandi città e le reti nazionali di giornali.

Tra i Democratici, oltre alle piattaforme di partito, ai discorsi di accettazione dei candidati, agli editoriali, agli opuscoli ed ai comizi, c'era un consenso diffuso sui valori politici. Come spiega un libro di testo scritto da Mary Beth Norton :
I Democratici rappresentavano un'ampia varietà di punti di vista, ma condividevano un obiettivo comune fondamentale la preferenza per una società agraria di stampo jeffersoniano. Consideravano il governo federale centrale come il nemico della libertà individuale. Il "patto corrotto" del 1824 aveva rafforzato i loro sospetti sulla politica di Washington. [...] I Jacksoniani temevano la concentrazione del potere economico e politico. Credevano che l'intervento del governo nell'economia avvantaggiasse le lobby ed i gruppi di interesse specifici e creasse monopoli che avrebbero favorito le classi abbienti. Cercarono di ripristinare l'indipendenza dell'individuo - l'artigiano e il contadino - ponendo fine al sostegno federale a banche ed aziende, limitando l'uso della moneta cartacea, di cui diffidavano. La loro definizione del ruolo appropriato per il governo tendeva ad essere negativa e il potere politico di Jackson era ampiamente espresso in atti volti a negare, piuttosto che a promuovere ed agire. Il Presidente Jackson esercitò il veto più di tutti i precedenti messi insieme. Jackson ed i suoi sostenitori si opposero ad ogni movimento riformista. I riformatori, desiderosi di trasformare i loro programmi in atti legislativi concreti, chiedevano un governo più attivo. Ma i democratici tendevano ad opporsi a programmi come la riforma dell'istruzione e l'istituzione di un sistema scolastico pubblico... Né Jackson condivideva le preoccupazioni umanitarie dei riformatori. Non aveva simpatia per gli indiani d'America, iniziando l'allontanamento dei Cherokee lungo il Sentiero delle Lacrime.
Il partito era più debole nel New England, ma forte negli altri Stati e vinse la maggior parte delle elezioni nazionali grazie al consenso nello Stato di New York, in Pennsylvania, Virginia (di gran lunga gli stati più popolosi dell'epoca) e negli stati della frontiera americana. I democratici si opposero alle élite e agli aristocratici, alla Banca degli Stati Uniti e ai programmi di modernizzazione che, a loro giudizio, avrebbero irrobustito l'industria a spese dello yeoman o del piccolo agricoltore indipendente.

Il partito era conosciuto per il suo populismo e lo storico Frank Towers ha specificato un'importante divisione ideologica fra i due contendenti dell'epoca:
I democratici sostenevano la "sovranità del popolo" espressa nelle manifestazioni popolari, nelle consuetudini e nel governo della maggioranza come regola politica generale, mentre i Whigs sostenevano lo stato di diritto, le costituzioni scritte ed immutabili e la difesa dei diritti delle minoranze contro la tirannia della maggioranza.
Alla sua nascita, il Partito Democratico era il partito dell'"uomo comune" e si oppose all'abolizione della schiavitù.
Dal 1828 al 1848, le banche ed il sistema tariffario furono le questioni centrali di politica interna. I democratici, al contrario dei Whigs, erano decisamente favorevoli all'espansione verso nuove terre agricole, come esemplificato dall'espulsione degli indiani dell'America dagli Stati orientali e dall'acquisizione di grandi quantità di nuove terre in Occidente dopo il 1846. Anche per tali ragioni, il partito era favorevole alla guerra con il Messico e si oppose al nativismo che intendeva ridurre l'immigrazione. Negli anni '30 dell'Ottocento, i Locofocos di New York City erano radicalmente democratici, contrari ai monopoli e sostenitori del denaro forte e del libero scambio. ll loro portavoce principale era William Leggett. All'epoca, i sindacati erano pochi, ma alcuni di loro erano vagamente affiliati al partito.

### Presidenza di Martin Van Buren (1837-1841)

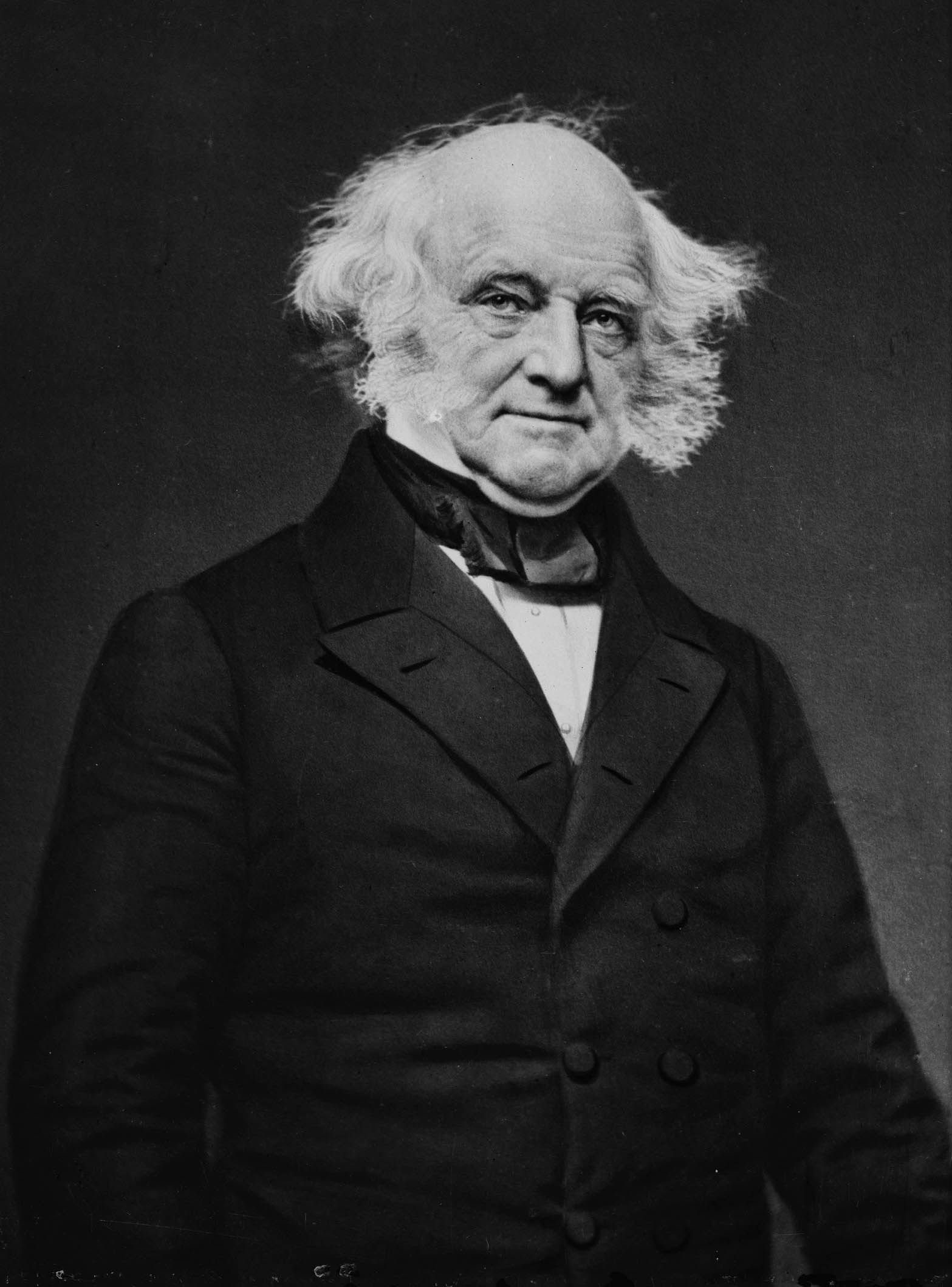
Martin Van Buren

La presidenza di Martin Van Buren fu caratterizzata, ed ostacolata nella sua azione politica, da una lunga depressione economica conosciuta come "Panico del 1837". La presidenza promosse il cosiddetto "denaro forte", ancorato alle riserve di metalli preziosi come oro e argento, un tesoro federale indipendente, un ruolo limitato del governo in ambito economico ed una politica estremamente liberale nella vendita di terreni pubblici, per incoraggiare l'insediamento dei piccoli contadini. Il presidente Van Buren si oppose inoltre ad aliquote tariffarie elevate per incoraggiare l'industria americana. Le politiche di Jackson sui nativi americani, come la rimozione degli indiani dai propri territori, furono mantenute. Van Buren personalmente non amava la schiavitù, ma mantenne intatti i diritti dei proprietari di schiavi per non inimicarseli, tuttavia non fu mai un presidente amato negli Stati del sud.

La convention democratica del 1840 fu la prima in cui il partito adottò una piattaforma politica programmatica nella quale i delegati riaffermavano la loro convinzione che la Costituzione degli Stati Uniti fosse la guida delle scelte politiche di ogni singolo stato. Per loro, però, ciò significava che tutto ciò che era non espressamente definito in essa quale specifica competenza del governo federale, ricadeva automaticamente in quella di ciascun corrispettivo governo statale, compresa la responsabilità di contrarre e gestire il debito creato da progetti locali. Il potere decentralizzato ed i diritti dei singoli stati pervadevano ogni singola risoluzione adottata dai delegati alla Convention, comprese quelle sulla schiavitù, le tasse e la possibilità di una banca centrale. In particolare, relativamente alla schiavitù, la Convention democratica del 1840 adottò la seguente risoluzione:
Considerato che il Congresso non ha alcun potere ai sensi della Costituzione, di interferire o controllare le istituzioni interne dei singoli stati, e che tali stati sono gli unici e propri giudici di ogni cosa pertinente ai propri affari, non proibiti dalla Costituzione: che tutti gli sforzi degli abolizionisti o di altri, compiuti per indurre il Congresso a interferire con le questioni della schiavitù, o a compiere passi incipienti in relazione ad essa, risultano tesi a portare alle conseguenze più allarmanti e pericolose, e che tutti questi sforzi hanno un'inevitabile tendenza a diminuire la felicità delle persone e mettere in pericolo la stabilità e la permanenza dell'Unione, e non dovrebbe essere approvato da nessun sostenitore delle nostre istituzioni politiche.

## Harrison e Tyler (1841-1845)
Il panico del 1837 provocò un deciso calo di popolarità di Van Buren e dei Democratici. I Whigs ne approfittarono, candidando William Henry Harrison, un veterano delle guerre indiane, alle presidenziali del 1840. Harrison vinse le lezione e divenne, primo esponente del partito Whig, il nono Presidente. Tuttavia, morì in carica un mese dopo le elezioni e gli successe il vicepresidente John Tyler che aveva lasciato i Democratici per i Whig qualche anno prima delle elezioni. Da presidente Tyler non si allineò alle iniziative Whig, anzi pose il veto alla maggior parte dei principali progetti di legge promossi dai Rappresentanti Whigs al Congresso che, infatti lo espulsero dal partito. Anche grazie alla battaglia interna ai Whigs, i Democratici tornarono alla presidenza con le elezioni del 1844.

## Presidenza di James K. Polk (1845-1849)
La politica estera fu una questione importante negli anni Quaranta dell'Ottocento, a causa delle minacce di guerra con il Messico, per il Texas, e con la Gran Bretagna per l'Oregon. I Democratici sostenevano il destino manifesto cui si opponeva con altrettanta fermezza la maggior parte dei Whigs. Le elezioni del 1844 furono perciò una resa dei conti da cui uscì vincitore il democratico James K. Polk che sconfisse, seppure di misura il Whig Henry Clay, sulla questione del Texas.

L'analisi dello storico John Mack Faragher sulla polarizzazione politica tra i due partiti americani prima della Guerra civile è la seguente:
La maggior parte dei Democratici erano sostenitori incondizionati dell'espansione territoriale, mentre molti Whigs (specialmente negli Stati del Nord) erano contrari. I Whigs accolsero con favore la maggior parte dei cambiamenti apportati dall'industrializzazione, ma sostenevano anche la necessità di decisi interventi governativi avrebbero guidato la crescita e lo sviluppo all'interno dei confini esistenti; infatti, temevano (correttamente) che l'espansione avrebbe sollevato un tema controverso relativamente all'estensione della schiavitù nei nuovi territori. D'altra parte, molti democratici temevano l'industrializzazione così bene accolta dai Whigs... Per molti democratici, la risposta ai disagi sociali della nazione era proseguire con la visione di Thomas Jefferson: controbilanciare l'industrializzazione con l'estensione dell'agricoltura nei nuovi territori.

### Free Soil split
Nel 1848 una grande innovazione fu la creazione del Comitato Nazionale Democratico (DNC) per coordinare le attività statali nelle elezioni presidenziali. Il candidato democratico del 1848, senatore Lewis Cass, che aveva ricoperto molti incarichi nel corso degli anni, perse contro il generale Zachary Taylor dei Whigs. Una delle principali cause della sconfitta fu la discesa in campo di un nuovo partito, il Free Soil Party, che, opponendosi all'espansione della schiavitù, divise il voto democratico, in particolare nello Stato di New York, dove i voti elettorali andarono a Taylor contribuendo alla sconfitta del candidato democratico. Più in generale, in tutto il Nord est del paese, il Free Soil Party ebbe un notevole successo attraendo i Democratici ed alcuni Whigs. Questo nuovo partito richiamò l'attenzione degli elettori avvertendo il pericolo rappresentato dall'estensione territoriale con la quale i ricchi proprietari di schiavi si sarebbero potuti trasferiti proprio in questi nuovi spazi, come il Nebraska, e avrebbero potuto acquistare le terre migliori lavorandole poi con manodopera a prezzi bassissimi, gli schiavi appunto. Per proteggere il contadino bianco era quindi essenziale mantenere il suolo "libero" ("free soil"), cioè territori senza schiavitù. Nel 1852, le correnti sociali a favore del suolo libero erano molto piccole e consistevano principalmente di ex membri del Liberty Party e di alcuni abolizionisti. La maggioranza del Partito Democratico era a favore di una qualche forma di separazione razziale per trovare un difficile equilibrio tra l'attivismo nero, senza perdere consensi contro la schiacciante opposizione del Nord favorevole alla parità di diritti.

## Taylor e Fillmore (1849–1853)
Dopo la morte del presidente Taylor, i Democratici al Congresso, guidati da Stephen Douglas, approvarono il Compromesso del 1850 architettato per evitare la guerra civile ponendo fine alla questione della schiavitù e risolvendo le tensioni che coinvolgevano i territori conquistati in seguito alla guerra con il Messico. Tuttavia, stato dopo stato, i Democratici ottennero piccoli, ma permanenti, vantaggi sul partito Whig, che alla fine crollò nel 1852, fatalmente indebolito dalla divisione sulla schiavitù e sul nativismo. L'opposizione così debole e frammentata non poté fare nulla per fermare l'elezione a presidente di Franklin Pierce nel 1852 e quella successiva di James Buchanan nel 1856.

## Le presidenze di Franklin Pierce (1853–1857) e James Buchanan (1857–1861)

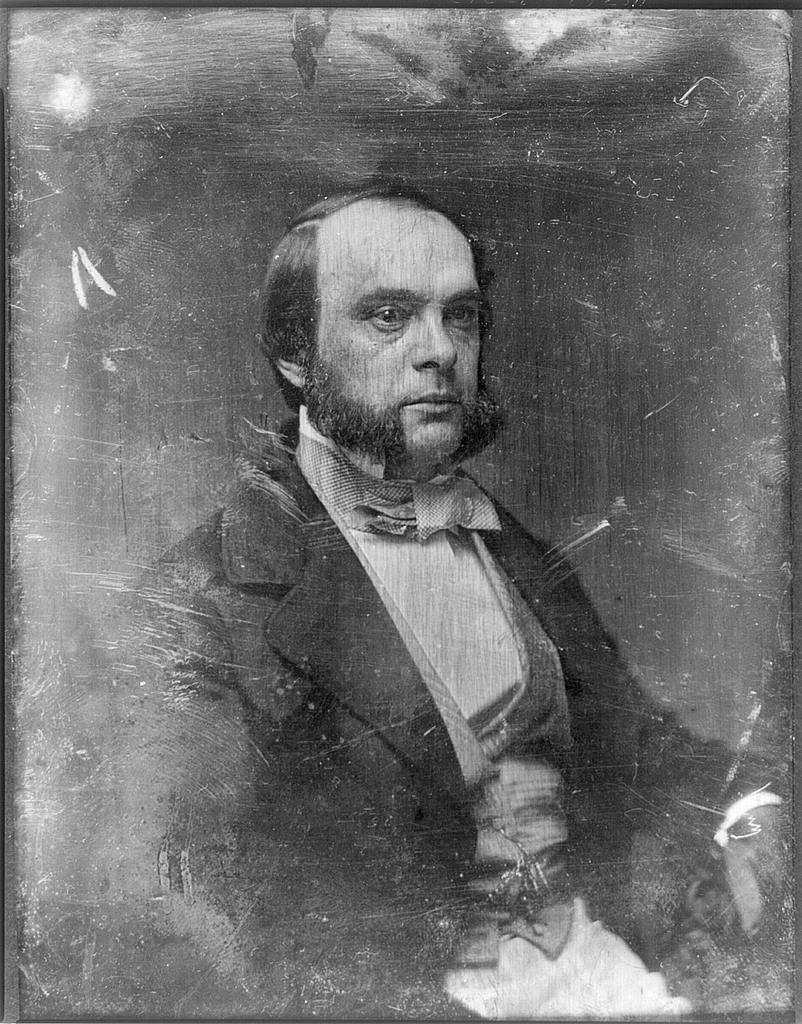
August Belmont: presidente del DNC per 12 anni durante e dopo la guerra civile

Gli otto anni durante i quali Franklin Pierce e James Buchanan detennero la presidenza furono dei disastri; gli storici concordano sul fatto che si classificano tra i peggiori presidenti. In quel periodo il Partito andò sempre più dividendosi su linee regionali sulla questione della schiavitù nei territori. Quando, nel 1854, si formò il nuovo Partito Repubblicano, negli Stati del Nord molti Democratici abolizionisti si unirono a esso. Nel 1860, alle presidenziali, si presentarono due democratici mentre gli Stati Uniti si avvicinavano rapidamente verso la guerra civile.

### Young America
Le due decadi che vanno dal 1840 alla fine degli anni '50 del XVIII secolo furono il periodo di massimo splendore di una nuova fazione di giovani democratici chiamata "Young America". Guidata da Stephen A. Douglas, James K. Polk, Franklin Pierce e dal finanziere newyorkese August Belmont, questo gruppo ruppe con le rigide ortodossie agrarie e costruzioniste del passato e aprì il partito a commercio, tecnologia, regolamentazione, riforme ed internazionalismo. Il movimento catalizzò l'attenzione anche di una cerchia di scrittori eccezionali, tra cui William Cullen Bryant, George Bancroft, Herman Melville e Nathaniel Hawthorne che cercavano l'indipendenza dagli standard europei di cultura alta e volevano dimostrare l'eccellenza e l'eccezionalità della tradizione letteraria americana.
Nella politica economica, gli esponenti della Young America riconobbero la necessità di un'infrastruttura moderna con ferrovie, canali, telegrafi, strade a pedaggio e porti, ed appoggiarono la "market revolution" promuovendo il capitalismo. Promossero sovvenzioni fondiarie del Congresso ai singoli Stati, permettendo loro di affermare che i miglioramenti erano sponsorizzati a livello locale piuttosto che federale. La Young America sosteneva che la modernizzazione avrebbe perpetuato, rinnovandola, la visione rurale della democrazia jeffersoniana consentendo agli agricoltori, proprietari terrieri, di vendere meglio i loro prodotti e quindi di prosperare. Legarono i miglioramenti economici al libero scambio, accettando nel contempo un impianto tariffario con aliquote moderate quale necessaria fonte di entrate del governo. Sostennero l'Independent Treasury (l'alternativa jacksoniana alla Second Bank degli Stati Uniti) non come un piano per annullare lo speciale privilegio dell'élite monetaria Whig, ma come un mezzo utile a diffondere la prosperità a tutti gli americani

### Rottura del Secondo sistema bipartitico (1854-1859)
Durante gli anni '50 del 1800 si intensificarono gli scontri fra le diverse correnti abolizioniste o no e la divisione del Partito Democratico tra Nord e Sud si fece più profonda. Il conflitto fu attenuato dalle convenzioni del 1852 e del 1856 che selezionarono candidati presidenziali poco coinvolti nelle lotte fra correnti a favore della schiavitù e quelle contrarie ad essa, ma la decisione di non scegliere peggiorò le cose. Lo storico Roy F. Nichols spiega perché Franklin Pierce non fosse all'altezza delle sfide che un presidente democratico doveva affrontare:
Come leader politico nazionale, Pierce fu una disgrazia. Era onesto e tenace, ma non così determinato e fermo come avrebbe dovuto e dava così una generale impressione di instabilità. Gentile, cortese, generoso, attirò su di sé molti consensi, ma i suoi tentativi di accontentare tutte le fazioni fallirono creandosi in tal modo diversi nemici. Nell'applicazione pratica dei suoi principi rigorosi fu decisamente in accordo con gli esponenti degli Stati del Sud, che, nella maggior parte dei casi, avevano dalla loro il tenore letterale della legge. Non riuscì assolutamente a rendersi conto della profondità e della sincerità del sentimento di rivalsa del Nord verso il Sud e rimase sconcertato dal generale, a suo parere, disprezzo della legge e della Costituzione da parte della gente della sua stessa terra (il New England). In nessun momento catturò l'immaginazione popolare. La sua incapacità di far fronte ai difficili problemi sorti all'inizio della sua amministrazione gli fece perdere il consenso, soprattutto nel Nord, e i suoi pochi successi non riuscirono a ripristinare la fiducia del pubblico. Era un uomo inesperto, chiamato improvvisamente ad assumersi una tremenda responsabilità, che onestamente cercava di fare del suo meglio senza un adeguato addestramento o forma fisica.
Nel 1854, Stephen A. Douglas dell'Illinois, uno dei più importanti leader democratici al Senato, fece approvare il Kansas-Nebraska Act al Congresso che il presidente Franklin Pierce sottoscrisse nel medesimo anno ratificandola come legge. Il provvedimento stabilì che nei territori di Kansas e Nebraska la legalità o meno della schiavitù sarebbe stata decisa dalla popolazione elettorale attivi ed ivi residente. Considerato che prima dell'atto, la schiavitù era illegale in entrambi i territori, la nuova legge abrogò implicitamente il divieto di schiavitù in aree del paese a nord di 36° 30′ di latitudine come stabilito dal Compromesso del Missouri del 1820. Abolizionisti e sostenitori della schiavitù si riversarono in Kansas per votare, scatenando un vero proprio conflitto armato che infiammò il Kansas e scosse la nazione. Il Kansas-Nebraska Act produsse un riallineamento politico dell'elettorato che a livello partitico distrusse il Partito Whig e determinò la nascita del nuovo Partito Repubblicano in opposizione all'espansione della schiavitù e al Kansas-Nebraska Act stesso. Il nuovo partito raccolse ovviamente scarso sostegno nel Sud, ma divenne rapidamente maggioranza nel Nord riunendo i consensi degli ex Whigs e dei Free Soil Democrats (democratici abolizionisti)

### Secessione
La crisi del Partito Democratico si manifestò alla fine degli anni '50 quando la maggioranza del partito rifiutò con maggiore incisività di estendere alle politiche nazionali le pretese dei Democratici del Sud di sostenere la schiavitù anche al di fuori degli stati meridionali. Gli anti-abolizionisti del Sud sostenevano che la piena uguaglianza per la propria regione richiedeva che il governo nazionale riconoscesse la legittimità della schiavitù anche al di fuori degli Stati che già l'ammettevano (i.e., il Sud). Le richieste del Sud includevano una legge sugli schiavi fuggitivi, l'opportunità di concedere la schiavitù in Kansas cui avrebbe dovuto essere imposta una costituzione a favore della schiavitù e l'acquisizione di Cuba (dove già esisteva la schiavitù). Inoltre, i Democratici del Sud chiedevano di accettare la decisione della Corte Suprema contro la richiesta di emancipazione dell'attivista nero Dred Scott e l'adozione di un codice federale sugli schiavi per proteggere la schiavitù nei territori. Il presidente Buchanan si mostrò condiscendente acconsentendo a queste richieste, ma Douglas le rifiutò dimostrandosi un politico migliore del presidente, sebbene tale rifiuto portò ad un'aspra battaglia che durò per anni separando definitivamente le ali settentrionale e meridionale del Partito.
Quando, nel 1854, si formò il nuovo Partito Repubblicano con l'obiettivo principale di non tollerare l'espansione della schiavitù in nuovi territori, molti Democratici degli Stati del Nord (in particolare, quelli che, dal 1848, simpatizzavano per il Free Soil) vi aderirono. La formazione del nuovo partito di breve durata, il Know-Nothing, portò i Democratici alla vittoria delle elezioni presidenziali del 1856. Buchanan, un "Doughface" del Nord (la cui base elettorale affondava le proprie radici nel Sud schiavista), spaccò il partito sulla questione della estensione in Kansas della schiavitù, quando tentò di approvare un codice federale per gli schiavi, come richiesto dagli Stati meridionali. La maggior parte dei Democratici del Nord si unì al senatore Douglas, che predicava la "sovranità popolare" dei singoli Stati e credeva che un codice federale, quindi "sovra-statale", degli schiavi sarebbe stato antidemocratico.
Per le presidenziali del 1860, la scelta di un candidato alla successione del presidente Buchanan divise i Democratici fra gli esponenti degli Stati del Nord e quelli degli Stati del Sud. Alcuni delegati democratici meridionali seguirono l'esempio dei "Fire-Eaters" uscendo dalla Convention Nazionale Democratica alla Charleston's Institute Hall nell'aprile 1860. Successivamente furono raggiunti da coloro che, ancora una volta guidati dai Fire-Eaters, lasciarono la Convention di Baltimora nel giugno successivo quando la maggioranza del partito respinse una risoluzione a sostegno dell'estensione della schiavitù nei territori i cui elettori non la volevano. I Democratici del Sud, noti anche come Secessionisti ("Seceders"), candidarono alla presidenza John C. Breckinridge del Kentucky, vicepresidente in carica a favore della schiavitù, ed il generale Joseph Lane, ex governatore dell'Oregon, come suo vice. I delegati degli Stati del Nord, per parte loro, procedettero alla nomina del sen. Douglas dell'Illinois come candidato presidente e dell'ex governatore della Georgia, Herschel Vespasian Johnson, come vicepresidente. Infine, alcuni Democratici del sud si trasferirono nel Partito dell'Unione costituzionale, sostenendo l'ex senatore John Bell del Tennessee alla carica presidenziale e Edward Everett del Massachusetts come vice. Le fratture createsi indebolirono in modo significativo il Partito Democratico lasciandolo impotente nel contrastare i propri avversari politici, a partire dal giovane Partito Repubblicano.
Il repubblicano Abraham Lincoln venne eletto come sedicesimo presidente degli Stati Uniti. Douglas condusse una campagna elettorale in tutto il paese chiedendo l'unità della nazione ed arrivò secondo nel voto popolare, ma nel collegio elettorale ebbe solo i voti dei delegati del Missouri e del New Jersey. Breckinridge conquistò i voti di 11 Stati schiavisti, arrivando così secondo nel voto elettorale, ma terzo nel voto popolare.

## Presidenza di Abraham Lincoln (1861-1865)

### Guerra civile
Durante la guerra civile, i Democratici settentrionali si divisero in due fazioni: i War Democrats, che sostenevano il presidente Lincoln e la sua politica militare, ed i Copperhead, che vi si opposero fermamente.
Nel Sud la vita dei partiti finì con la fondazione dellaConfederazione. La leadership secessionista, consapevole dei problemi causati dalle feroci divisioni politiche del periodo precedente la guerra e con un pressante bisogno di unità, non si appoggiò i partiti organizzati, anzi li respinse ritenendoli nemici del buon governo e particolarmente imprudenti in tempo di guerra. Di conseguenza, durante la vita della Confederazione (1861–1865), il Partito Democratico interruppe le proprie attività nel Sud.
Nel Nord, invece, le diverse correnti e fazioni dei Democratici si moltiplicarono e ciò rafforzò l'amministrazione Lincoln che, al contrario, fu in condizione di beneficiare della compattezza dell'intero Partito Repubblicano. Dopo l'attacco a Fort Sumter, Douglas convinse i Democratici del Nord a seguire pienamente l'Unione, ma quando il senatore morì, il partito nel Nord non disponeva di una figura altrettanto carismatica in grado di esercitare una leadership credibile e, nel 1862, una fazione pacifista, contraria alla guerra, iniziò a guadagnare forza, in particolare fra i Copperheads. Il Partito Democratico ottenne un buon risultato nelle elezioni per il Congresso nel 1862, ma per le presidenziali del 1864 candidò il generale George McClellan (un esponente dei War Democrats) con una piattaforma programmatica incentrata sulla pace e perse in modo significativo perché molti War Democrats preferirono non dispendere le forze e votarono il candidato dell'Unione Nazionale, il presidente in carica Abraham Lincoln. In quella occasione, molti sostenitori di Douglas, in particolare soldati come i generali Ulysses S. Grant e John A. Logan, aderirono al Partito Repubblicano.

## Presidenza di Andrew Johnson (1865-1869)

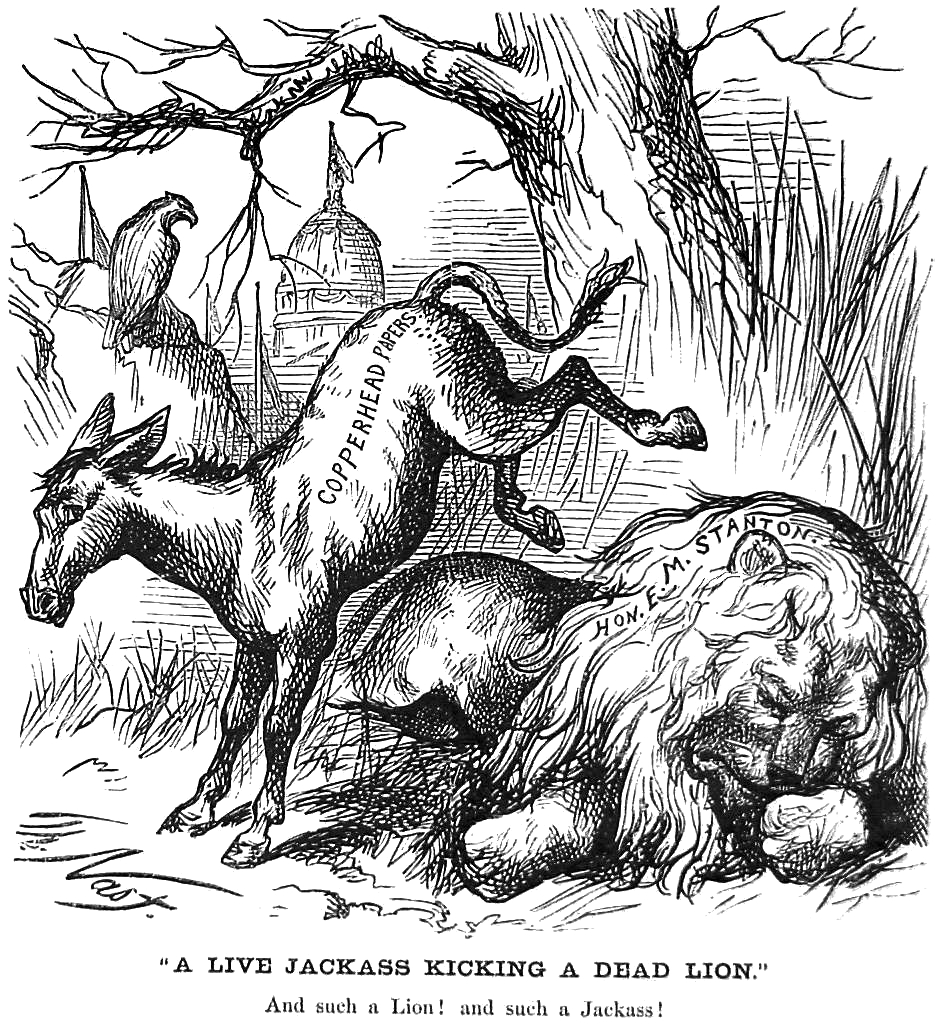
Rappresentazione dell'asino democratico del gennaio 1870 di Thomas Nast

Nelle elezioni per il Congresso del 1866, i repubblicani radicali ottennero la maggioranza dei due terzi prendendo così il controllo della politica nazionale. La schiacciante maggioranza repubblicana rese impotenti i Democratici al Congresso, nonostante una disciplinata e compatta opposizione alle politiche di ricostruzione. Il Senato approvò il 14° emendamento con un voto di 33 contro 11, con tutti i senatori democratici contrari. Rendendosi conto che i vecchi problemi li stavano frenando, i Democratici avviarono una nuova piattaforma di rilancio - la "nuova partenza" - che mirava all'unità, minimizzando i problemi causati dalla guerra e sottolineava le nuove grandi questioni politiche come fermare la corruzione e la supremazia bianca.
Il presidente Johnson, eletto nel ticket dell'Union Party - formazione sorta per rafforzare l'unità fra repubblicani e democratici del Nord durante la guerra civile - non rientrò nel partito Democratico, ma gli esponenti democratici al Congresso lo sostennero e votarono contro il suo impeachment nel 1868. Al termine del mandato, nel 1869, Johnson si riunì ai Democratici.

## Interludio repubblicano 1869–1885
L'eroe di guerra Ulysses S. Grant condusse i repubblicani alla schiacciante vittoria alle presidenziali del 1868, riperdendola poi in quelle successive del 1872.
Durante il secondo mandato di Grant, però, una grave crisi economica colpì gli Stati Uniti, il panico del 1873, ed il Partito Democratico fu capace di raccogliere importanti consensi in tutto il paese, riprendendo il pieno controllo degli Stati ex confederati e tornando maggioranza nel Congresso.
A partire da quelle del 1860, i Democratici persero tutte le elezioni presidenziali fino a quelle del 1884, conquistando il voto popolare solo nel 1876, perdendo però di un soffio nel collegio elettorale. Sebbene le corse dopo il 1872 fossero molto serrate, i candidati democratici non raggiunsero la presidenza fino al 1884. L'opposizione alla guerra civile indebolì significativamente il partito che però riuscì a beneficiare del risentimento verso la ricostruzione, e della conseguente ostilità al Partito Repubblicano, da parte della popolazione bianca negli Stati meridionali. La depressione del 1873 permise ai Democratici di riprendere il controllo della Camera dei Rappresentanti nelle elezioni del 1874.
La corrente dei Redentori diede ai Democratici il controllo di ogni stato del Sud, ma, con il Compromesso del 1877, segnò questi territori con la privazione dei diritti civili dei neri (1880-1900). A partire dal 1880 e fino al 1960, il "Solid South" votò sempre per il candidato presidenziale democratico, ad eccezione dell'elezione del 1928. Più in generale, nel Sud, dopo il 1900, la vittoria alle primarie democratiche rappresentò sempre una seggio certo perché, in quella parte del paese, il Partito Repubblicano era incredibilmente debole.

### L'immagine politicizzata del cowboy
La storica Heather Cox Richardson teorizzò una dimensione politica per l'immagine del cowboy negli anni '70 e '80 del XVIII secolo:
La tempistica della crescita dell'industria del bestiame fece sì che la figura dei cowboy crescesse fino ad avere un potere straordinario nell'immaginario collettivo. Impigliati nella feroce politica degli anni del dopoguerra, i democratici, specialmente quelli della vecchia Confederazione, immaginavano il Far West come una terra non toccata dai repubblicani, che detestavano. Di conseguenza svilupparono un'immagine dei cowboy come uomini che lavoravano sodo, giocavano duro, vivevano secondo un codice d'onore, si proteggevano e non chiedevano nulla al governo federale. Nelle mani degli editori di giornali di ispirazione democratica, la realtà della vita da cowboy - la povertà, il pericolo, la fatica delle molte ore di lavoro debilitante - divennero caratteristiche romantiche. I cowboy incarnavano le virtù in cui credevano i democratici e che, secondo loro, i repubblicani stavano distruggendo creando un elefantiaco governo centrale, interessato solo agli ex schiavi poco volenterosi di lavorare. Nel 1860, i trasferimenti delle mandrie di bestiame erano una caratteristica del paesaggio delle pianure, e i Democratici avevano reso i cowboy un simbolo di aspra indipendenza individuale, qualcosa che, a loro dire, i Repubblicani stavano distruggendo.

## Cleveland, Harrison, Cleveland (1885-1897)
A partire dalla sconfitta nel 1860, i Democratici non raggiunsero la Casa Bianca fino al 1884, e da quel momento vinsero il voto popolare in tre elezioni consecutive, e il voto elettorale nel 1884 e nel 1892.

### La prima presidenza di Grover Cleveland (1885-1889)
Dopo la guerra di secessione, nonostante il controllo repubblicano della Casa Bianca, fino al 1884, i democratici rimasero competitivi (specialmente negli Stati del Medio Atlantico e nel Midwest inferiore) e controllarono la Camera dei Rappresentanti per la maggior parte del periodo postbellico. Le presidenziali del 1884 furono vinte da Grover Cleveland, governatore democratico riformista di New York, che ripeté l'impresa nel 1892, dopo aver perso la rielezione nel 1888, pur risultando il candidato più votato.

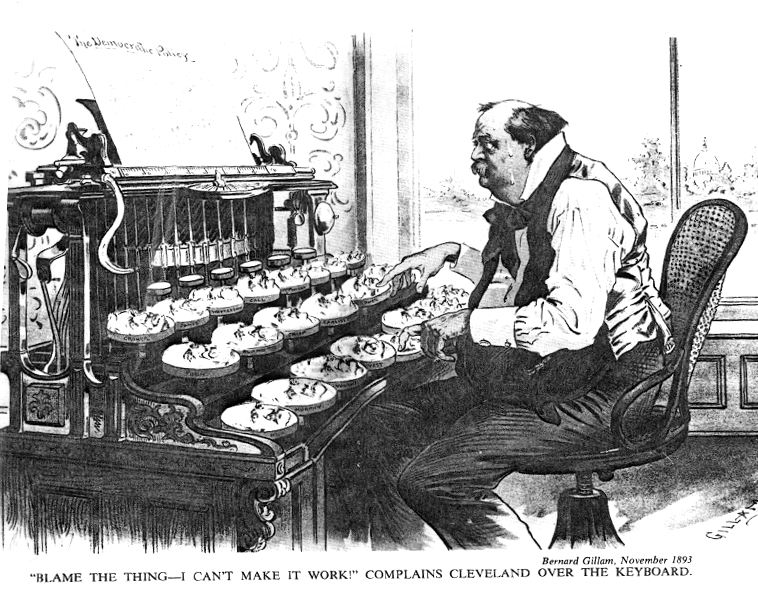
Nel 1893 le macchine da scrivere erano una novità e questa vignetta di Gillam, presa da Puck, mostra Grover Cleveland incapace di far funzionare la "macchina" democratica poiché le chiavi (i politici) non rispondono ai suoi sforzi

Cleveland era il leader dei Bourbon Democrats che rappresentavano gli interessi dei ceti più commerciali, sostenevano gli obiettivi delle banche e delle aziende ferroviarie, promuovendo il laissez-faire. In politica estera rifiutarono l'imperialismo statunitense e l'espansione degli Stati Uniti all'estero ed erano contrari all'annessione delle Hawaii. Sul versante monetario erano convinti sostenitori del gold standard e, come tali, si opposero fermamente al bimetallismo. Sul versante amministrativo supportarono inn modo deciso le riforme, come quella della pubblica amministrazione, combattendo in maniera strenua la corruzione locali dei capi partitici locali, come dimostra la loro lotta contro il Tweed Ring.
Fra i principali esponenti dei Bourbons si possono includere Samuel J. Tilden, David Bennett Hill e William C. Whitney di New York, Arthur Pue Gorman del Maryland, Thomas F. Bayard del Delaware, Henry M. Mathews e William L. Wilson della Virginia Occidentale, John Griffin Carlisle del Kentucky, William F. Vilas del Wisconsin, J. Sterling Morton del Nebraska, John M. Palmer dell'Illinois, Horace Boies dell'Iowa, Lucius Quintus Cincinnatus Lamar del Mississippi e il costruttore di ferrovie James J. Hill del Minnesota. Fra loro si deve annoverare anche un intellettuale di spicco che farà strada in politica: Woodrow Wilson.
Alle presidenziali del 1888, il repubblicano Benjamin Harrison ottenne una vittoria di misura. I repubblicani promossero un ampio programma aumentando la tariffa alle importazioni (c.d. "tariffa McKinley") e la spesa federale così tanto che ciò si rivolse contro di loro quando i Democratici nelle successive elezioni di medio termine del 1890 ottennero una valanga di voti. Successivamente, Harrison fu facilmente sconfitto nel 1892 da Cleveland che ottenne il suo secondo mandato, unico caso di mandati non consentivi nella storia americana fino ad oggi.

### La seconda presidenza di Grover Cleveland (1893-1897)
Nel 1893, quando scoppiò la crisi economica nota come panico del 1893, i Bourbon erano al potere e fu quindi naturale addossargliene la responsabilità. Il partito si polarizzò in due fazioni: una a favore del sistema aureo (gold standard), appoggiata dal ceto imprenditoriale e capitanata dal presidente Cleveland ed una bimetallista, favorevole agli agricoltori, molto forte negli Stati dell'ovest e del sud. Ne seguì una feroce lotta all'interno del partito, che provocò, nelle elezioni del 1894, gravi perdite elettorali sia per i Bourbon che per la fazione agraria e che portò alla resa dei conti nel 1896. Poco prima delle congressuali del 1894, il presidente Cleveland fu avvertito da un consigliere:
Siamo alla vigilia di una notte molto buia, a meno che un ritorno della prosperità commerciale non allevi il malcontento popolare per quella che ritengono l'incompetenza del Partito Democratico a legiferare, e di conseguenza con le amministrazioni democratiche ovunque esse siano.
Aiutati dalla profonda depressione economica nazionale che durò dal 1893 al 1897, i repubblicani vinsero le congressuali del 1894 in maniera schiacciante, il maggior successo elettorale di sempre, assumendo il pieno controllo della Camera dei Rappresentanti. I Democratici perdettero quasi tutti i loro seggi nel Nordest. Anche i populisti dei partiti terzi furono rovinati. Tuttavia, i bimetallisti nemici di Cleveland ottennero il controllo del Partito Democratico in ogni Stato, nonché il pieno potere in Illinois e Michigan ed importanti guadagni elettorali in Ohio, Indiana, Iowa ed altri stati. Il Wisconsin e il Massachusetts furono due dei pochi stati rimasti sotto il controllo degli alleati di Cleveland.

## L'ascesa e la caduta di William Jennings Bryan
Nela fase antecedente la convention nazionale del 1896, la fazione d'opposizione ai Bourbon Democrats era prossima a controllare i due terzi dei voti utili per nominare il proprio candidato. Tuttavia, non erano uniti e non avevano un leader nazionale, poiché il loro candidato naturale, il governatore dell'Illinois John Peter Altgeld, era nato in Germania e, pertanto, non rispettava i requisiti legali per essere eletto presidente.
Tuttavia, un giovane sconosciuto di 35 anni, il rappresentante del Nebraska William Jennings Bryan, pronunciò il magnifico discorso della "croce d'oro", che venne accolto da una standing ovation dell'intera platea della convention e gli valse la nomination. Perse le elezioni, ma rimase l'eroe democratico per oltre un decennio, ottenendo la candidatura del Partito sia nel 1900, ed una terza volta nel 1908, ma venendo ogni volta sconfitto dal candidato repubblicano.

### Bimetallismo ("free silver moviment")

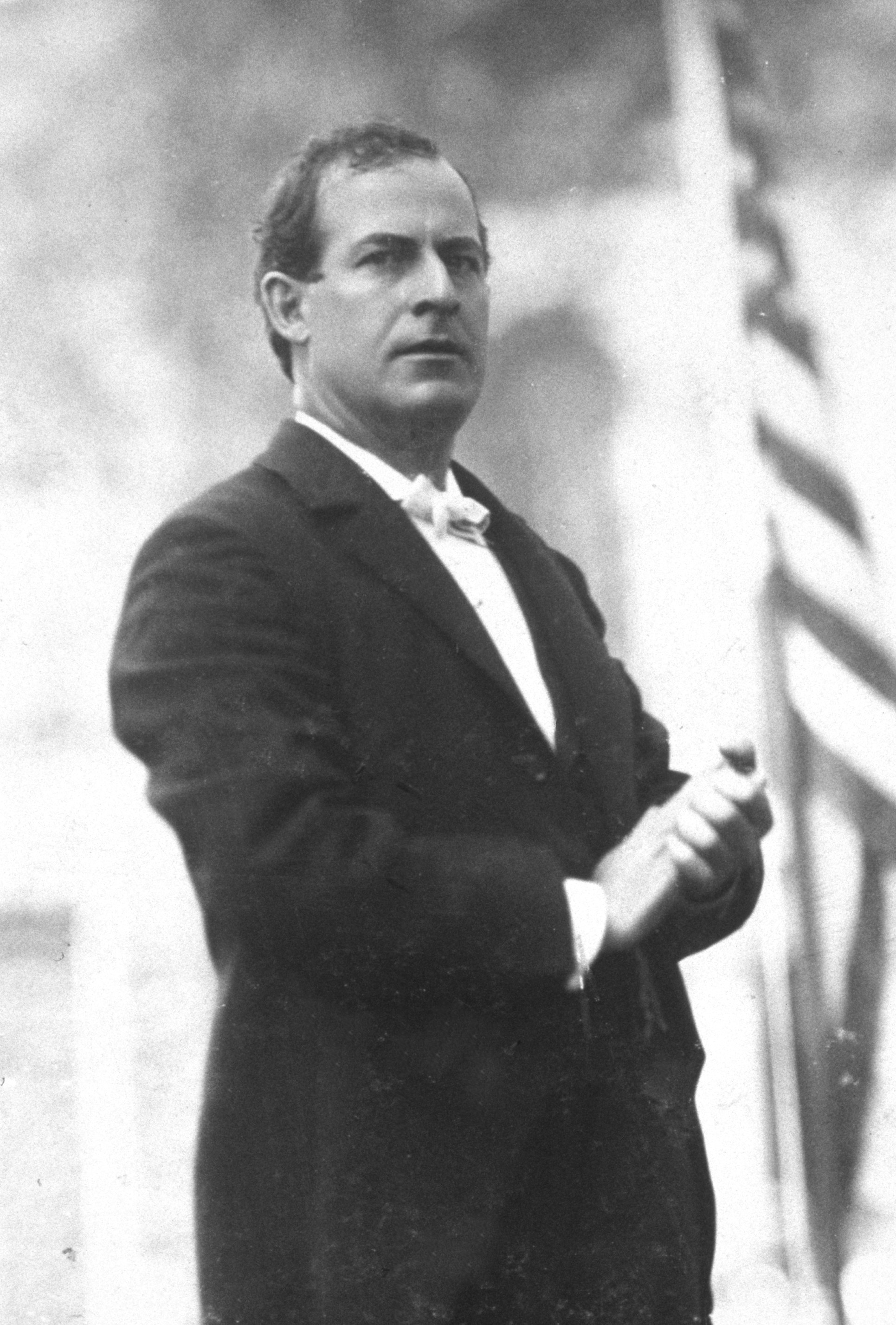
William Jennings Bryan all'età di 36 anni fu il più giovane candidato alla Presidenza, ottobre 1896

Grover Cleveland era il leader del partito e della corrente dei conservatori appoggiata dalla classe imprenditoriale, i Bourbon Democrats, ma con l'aggravarsi della depressione del 1893, i suoi nemici si moltiplicarono. Alla convention del 1896, la fazione agraria e bimetallista ripudiò il presidente candidando un Rappresentante del Nebraska, William Jennings Bryan, dalle grandi capacità oratorie che appoggiava una piattaforma incentrata sulla libertà di conio ancorato alle riserve d'argento. L'idea era che l'emissione di denaro ancorato all'argento avrebbe inondato l'economia di contante e posto fine alla depressione. I sostenitori di Cleveland formarono il National Democratic Party (i c.d. Gold Democrats), che attirò i politici e gli intellettuali (tra cui Woodrow Wilson e Frederick Jackson Turner) che, benché avversi alla nuova leadership del partito Democratico, si rifiutarono di votare repubblicano.
Bryan rappresentò una improvvisa scossa emotiva che sulla scorta del suo incisivo discorso " Cross of Gold ", avviò una vera crociata contro i sostenitori del sistema aureo. Attraversando il Midwest e l'Est con un treno speciale - Bryan fu il primo candidato dal 1860 a mettersi in viaggio - tenne oltre 500 discorsi a milioni di spettatori. A St. Louis, di fronte ad un attento pubblico di lavoratori, pronunciò 36 discorsi in tutta la città, in un giorno solo. La maggior parte dei giornali di orientamento democratico erano ostili a Bryan, ma egli monopolizzò ugualmente i media grazie ai suoi quotidiani e molteplici discorsi in cui lanciava strali contro gli interessi monetari dei finanziari degli Stati dell'Est.
La popolazione rurale del sud e del Midwest fu estasiata da questo nuovo tipo di candidato e mostrò un entusiasmo mai visto prima, ma i democratici di recente immigrazione (soprattutto tedeschi e irlandesi) furono spaventati da Bryan. Più in generale, la classe media, gli uomini d'affari, i direttori di giornali, gli operai, i ferrovieri e gli agricoltori benestanti furono contrari alla crociata di Bryan. Il candidato repubblicano, William McKinley, promise un ritorno alla prosperità basato sul gold standard, sostegno all'industria, alle ferrovie e alle banche, sostenendo anche che il pluralismo avrebbe consentito ad ogni gruppo sociale di progredire.
Sebbene Bryan perse le elezioni in maniera schiacciante, conquistò i cuori e le menti della maggioranza dei Democratici, come dimostrato delle nominations successive, nel 1900 e nel 1908. Il consenso che aveva raccolto, influenzò i democratici ancora nel 1924, quando suo fratello, Charles W. Bryan, fu candidato alla vicepresidenza nelle presidenziali di quell'anno. La vittoria di McKinley alle presidenziali del 1896 segnò l'inizio dell'Era Progressista, che durò fino al 1932 e vide un predominio pressoché costante del Partito Repubblicano.

### Le presidenze GOP di McKinley (1897-1901), Theodore Roosevelt (1901-1909) e Taft (1909-1913)
Le elezioni del 1896 marcarono il riallineamento elettorale per il quale il Partito Repubblicano controllò la presidenza per 28 dei 36 anni successivi. I repubblicani dominarono la maggior parte del nord-est e del Midwest e metà dell'ovest. Bryan, con una forte base elettorale negli Stati del sud e delle pianure, fu abbastanza forte da ottenere la nomination anche nel 1900 (perdendo poi contro William McKinley) e successivamente nel 1908 (sconfitto da William Howard Taft). Theodore Roosevelt fu la figura predominante del primo decennio del XX secolo e, con grave smacco dei Democratici, si appropriò, intestandosela, della lotta ai monopoli con i pacchetti legislativi noti come leggi antitrust.
Con Bryan che si prendeva una pausa, e Teddy Roosevelt al massimo del proprio consenso - fu il presidente più popolare dai tempi di Lincoln - i conservatori Bourbon controllarono la convention nel 1904 nominando il poco conosciuto Alton B. Parker che venne inesorabilmente sconfitto in modo schiacciante da Roosevelt.
Agli inizi del XX secolo le divisioni religiose incidevano in maniera netta sull'appartenenza politica. Metodisti, Congregazionalisti, Presbiteriani, Luterani di origine scandinava e altri pietisti, residenti negli Stati del Nord, erano strettamente legati al Partito Repubblicano. Dall'altra parte, i gruppi liturgici, in particolare i cattolici, gli episcopali e i luterani di provenienza tedesca, guardavano con favore al Partito Democratico per proteggersi dal moralismo pietista delle altre confessioni, ed in particolare dal proibizionismo che ne discendeva. Entrambi i partiti erano interclassisti anche se i Democratici ottenevano maggiore sostegno dalle classi inferiori e i Repubblicani da quelle più abbienti.
Le tematiche culturali, in particolare il proibizionismo e l'istruzione erogata in scuole non in lingue inglese, divennero materia di contesa proprio a causa delle suddivisioni religiose nell'elettorato. Nel nord, il 50 per cento circa degli elettori era costituito da protestanti pietisti (metodisti, luterani di origine scandinava, presbiteriani, congregazionalisti e discepoli di Cristo) che credevano che uno dei compiti del governo fosse la riduzione dei peccati sociali, come l'alcolismo-
Le confessioni religiose di tipo liturgico (cattolici, episcopali e luterani di provenienza tedesca) pesavano per un quarto della base elettorale complessiva e volevano che il governo si astenesse da scelte di ordine più specificatamente morale. Dibattiti e referendum sul proibizionismo riscaldarono il clima politico nella maggior parte degli stati agli inizi del XX secolo, giungendo alla decisione di vietare a livello nazionale la produzione ed il consumo di bevande alcoliche nel 1918 (divieto poi abrogato nel 1932), caratterizzando le decisioni politiche dei democratici contrari alla proibizione ed i repubblicani favorevoli.

### 1908: "Ancora un altro tour d'addio"
Per le presidenziali del 1908, caratterizzate dal mantenimento della promessa fatta dal popolarissimo presidente Roosevelt di non presentarsi nuovamente dopo un mandato di sette anni e mezzo, e dalla scelta come successore del segretario alla guerra William Howard Taft, anch'egli piuttosto popolare, il Partito Democratico una terza chances a Bryan che fu nuovamente sconfitto. Durante la presidenza di Taft però i Democratici restarono uniti, mentre il Partito Repubblicano si divise in modo netto tra progressisti favorevoli all'ex presidente Roosevelt e i conservatori a Taft. Questa divisione produsse una scelta infelice nella convention repubblicana per la nomination alle elezioni del 1912. I delegati candidarono il presidente uscente, ma Roosevelt si presentò ugualmente alle presidenziali come candidato del neonato partito Progressista. La presenza di un soggetto dall'enorme seguito popolare come Roosevelt, segnò in modo traumatico per i repubblicani le elezioni, dividendo il voto a favore del GOP, che infatti si piazzò terzo, consegnando la Casa Bianca ai democratici e assegnando anche una larga maggioranza al Congresso dopo 20 anni.
Anche prima del 1912, i Democratici al Congresso, eletti con il forte contributo delle classi meno abbienti (contadini poveri e classe operaia), generalmente appoggiava le riforme dell'era progressista, come l'antitrust, la regolamentazione delle ferrovie, l'elezione diretta dei senatori, l'imposta sul reddito, la restrizione del lavoro minorile e la creazione della Federal Reserve.

## Presidenza di Woodrow Wilson (1913-1921)

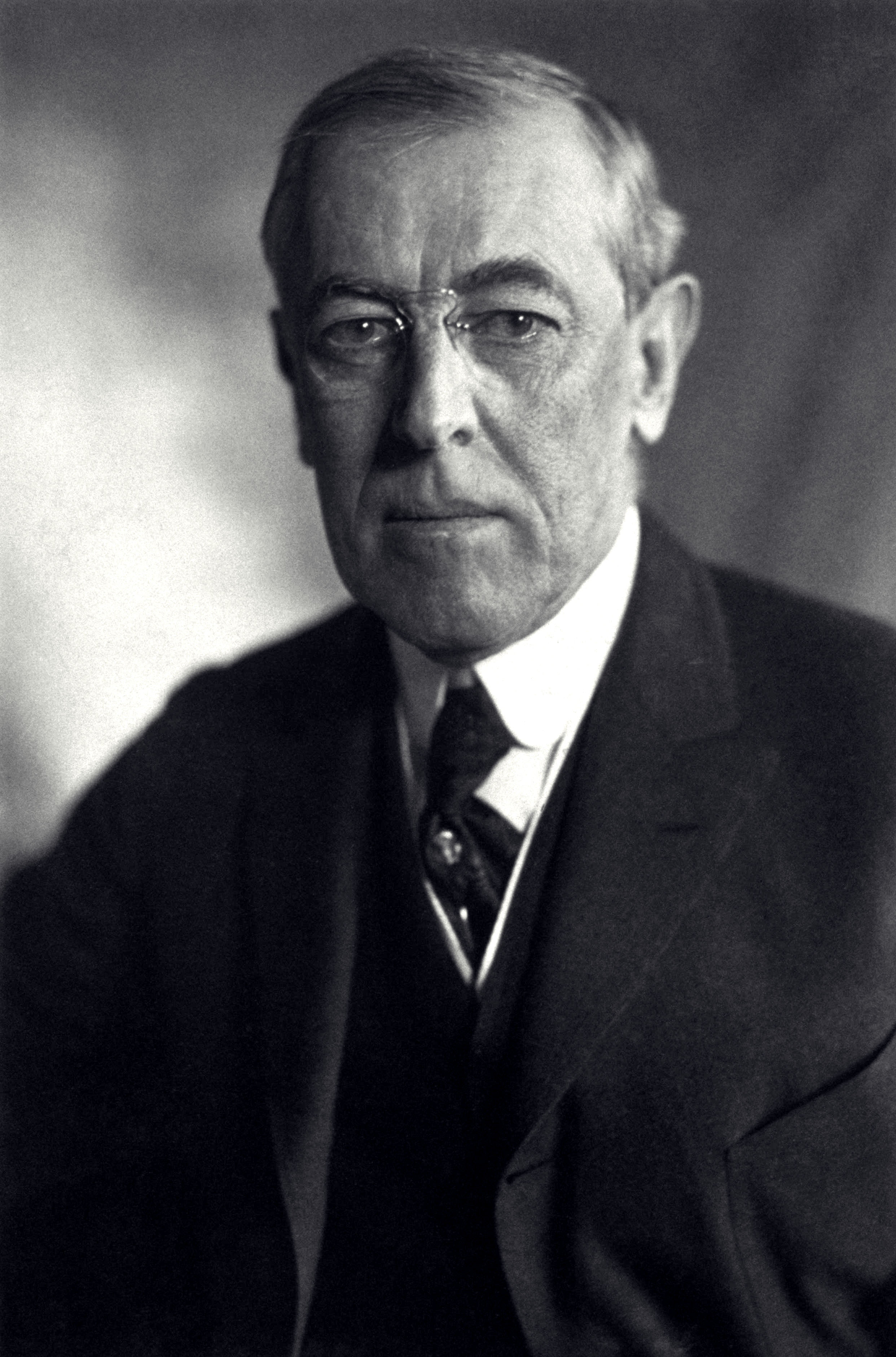
Thomas Woodrow Wilson

Approfittando della profonda spaccatura all'interno del Partito Repubblicano, i Democratici presero il controllo della Camera dei Rappresentanti nel 1910 e riuscirono a far eleggere presidente l'intellettuale riformista Woodrow Wilson nel 1912 ed ancora nel 1916. Wilson ed il Congresso emanarono a una serie di leggi di impronta progressista, tra cui una riduzione delle tariffe all'importazione, provvedimenti antitrust più decisi, nuovi programmi a favore degli agricoltori, benefici per i lavoratori delle ferrovie e una legge che vietava il lavoro minorile (il divieto venne revocato dalla Corte Suprema, nel 1918, ma negli anni '30 fu sancito come diritto costituzionale).
D'altra parte, Wilson tollerò la segregazione razziale fra i lavoratori della pubblica amministrazione federale da parte dei membri del suo gabinetto provenienti dagli Stati del Sud. Inoltre, nel suo secondo mandato vennero approvati emendamenti costituzionali bipartisan per il divieto di produzione e consumo di alcol e per il suffragio femminile. In effetti, Wilson mise fine alle questioni dei dazi alle importazioni, delle riserve metalliche alla moneta ed alla regolamentazione antitrust che avevano dominato la politica americana per 40 anni.
Wilson guidò gli Stati Uniti nella prima guerra mondiale e contribuì in modo significativo a scriverne l'atto finale, il Trattato di Versailles, che includeva anche la nascita della Società delle Nazioni. Tuttavia, nel 1919 le capacità politiche di Wilson si indebolirono e il Senato respinse sia il Trattato che l'adesione alla prima organizzazione sovranazionale di tutte le nazioni. Nel periodo postbellico il paese fu attraversato da un'ondata di violenza e di rivendicazioni che sfociarono in scioperi e rivolte razziali causando disordini, proprio nel momento in cui anche la salute del presidente Wilson mostrò la sua debolezza.
Alle elezioni del 1920 i Democratici persero in modo inconfutabile, andando particolarmente male nelle città, dove gli immigrati di origine tedesca abbandonarono il partito ed i cattolici irlandesi, che ne dominavano l'apparato, non furono capaci di capitalizzare il loro successo interno fuori dal partito nel normale ciclo elettorale.

## I ruggenti anni Venti: le sconfitte democratiche
L'intero decennio aperto dalle elezioni del 1920 vide i Democratici minoranza congressuale inefficace e forza politica debole nella maggior parte degli stati del Nord.
Dopo la significativa sconfitta del 1920, i Democratici recuperarono la maggior parte dei seggi perduti nelle elezioni per il Congresso del 1922. In particolare, la ripresa fu evidente negli stati di confine, così come nelle città industriali, dove gli immigrati irlandesi e tedeschi ripresero a sostenere efficacemente il partito. Inoltre, crebbe il sostegno tra gli altri immigrati di più recente ingresso, che, nel frattempo, erano diventati più americanizzati. Negli anni '20 molte famiglie di immigrati avevano fra loro almeno un componente arrivato in America da tempo e di interessavano maggiormente alle questioni nazionali, come la questione di un risarcimento per i veterani, dopo la Prima Guerra mondiale. Inoltre, fra gli immigrati, montava il malcontento per il divieto federale al consumo di birra e vino che implicava anche la chiusura della maggior parte dei saloon.

### Conflitto culturale e Al Smith (1924-1928)
Alla Convention Nazionale Democratica del 1924, le forze cattoliche e liberali alleate di Al Smith e Oscar W. Underwood presentarono una risoluzione che denunciava il Ku Klux Klan con la specifica finalità di mettere in imbarazzo il candidato favorito, William Gibbs McAdoo. Dopo un lungo dibattito, la risoluzione non venne approvata per un solo voto. Il KKK svanì poco dopo, ma la profonda divisione interna al partito su rilevanti questioni culturali, in particolare il proibizionismo, facilitò le vittorie repubblicane nel 1924 e nel 1928. Tuttavia, Al Smith riuscì a costituire una forte base cattolica nelle grandi città nel 1928 e l'elezione di Franklin D. Roosevelt a Governatore dello Stato di New York nel medesimo anno portò al centro della scena un nuovo leader che avrebbe segnato il periodo successivo.

Le lotte interne e le ripetute sconfitte che segnarono il primo decennio dopo la guerra mondiale lasciarono il partito scoraggiato e demoralizzato. Rivitalizzare il partito e ripristinare il suo morale fu una sfida che venne, in misura considerevole, raccolta dallo storico Claude Bowers che nei suoi libri descrisse la storia del Partito Democratico nei suoi anni di formazione - dal 1790 al 1830 - plasmandone l'immagine di organizzazione forte e potente, dedita a contrastare i monopoli e i privilegi. Nei suoi saggi, enormemente popolari, Party Battles of the Jackson Period (1922) e Jefferson and Hamilton: The Struggle for Democracy in America (1925) è indicata la superiorità politica e morale del Partito Democratico sin dai tempi di Jefferson rispetto alle mancanze, caratteristiche estranee ad ogni americano, del Partito Federalista, del Partito Whig e del Partito Repubblicano, descritti come baluardi delle classi aristocratiche privilegiate. Jefferson e Hamilton impressionò particolarmente il suo amico Franklin D Roosevelt che, diventato presidente, si impegnò a fondo per costruire un grande monumento al fondatore del partito nella capitale nazionale, il Jefferson Memorial. Secondo lo storico Merrill D. Peterson, il libro trasmetteva:
magistralmente ricreato, il mito del Partito Democratico, una nuova consapevolezza delle differenze elementari tra i partiti e dell'ideologia con cui poter dare un senso ai conflitti, spesso insensati, del presente, e un sentimento per l'importanza di una leadership dinamica. Il libro fu uno specchio per i Democratici.

## La Grande Depressione e la Seconda Guerra Mondiale: l'egemonia democratica (1930-1953)
La Grande Depressione rovinò il mandato di Hoover consentendo al Partito Democratico di raggiungere grandi successi nelle elezioni di Midterm del 1930 e la schiacciante vittoria nelle presidenziali e congressuali del 1932.

### Presidenza di Franklin D. Roosevelt (1933-1945)

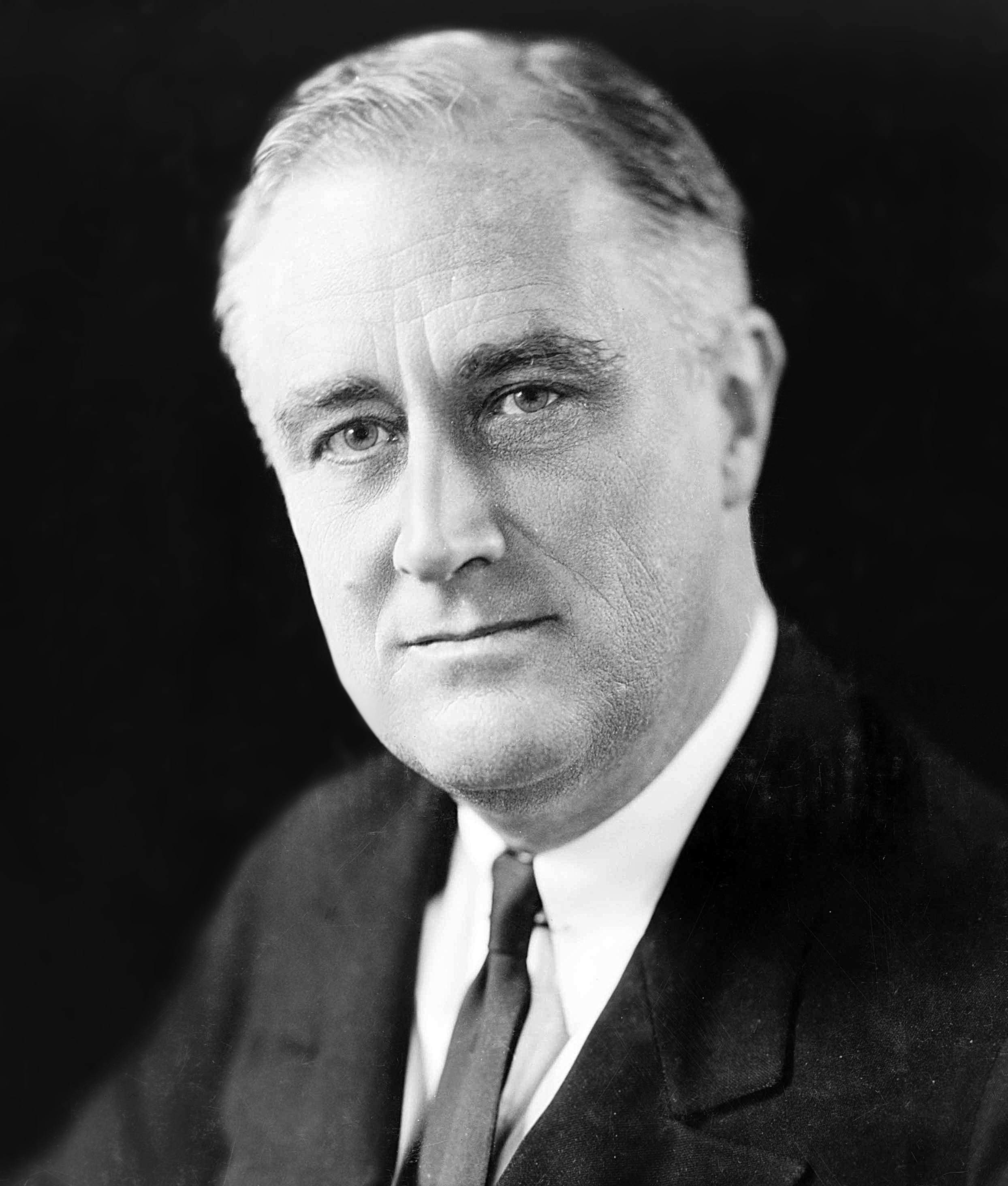
Franklin D. Roosevelt, il presidente degli Stati Uniti rimasto in carica per più tempo (1933-1945)

Il crollo del mercato azionario del 1929 e la conseguente Grande Depressione posero le basi per un governo più progressista e Franklin D. Roosevelt ottenne una vittoria schiacciante nelle elezioni del 1932, basando la sua campagna programmatica sulla piattaforma politica condensata nella formula "Soccorso, ripresa e riforma", cioè sollievo dalla disoccupazione e dal disagio nelle campagne agricole, ritorno dell'economia alla normalità e riforme strutturali a lungo termine per scongiurare il ripetersi della depressione. Questo programma ambizioso venne chiamato "The New Deal", dopo una frase nel discorso di accettazione di Roosevelt.
Oltre alla presidenza, i Democratici ottennero ampie maggioranze in entrambe le camere del Congresso e tra i governatori. Roosevelt modificò la natura del partito, allontanandosi dal capitalismo laissez-faire e avvicinandosi a un'ideologia di regolamentazione economica e protezione contro le difficoltà. Due vecchie termini assunsero nuovi significati: "liberale" avrebbe significato, da quel momento, un sostenitore del New Deal, mentre "conservatore" avrebbe indicato un suo oppositore.
La corrente del partito più restia ad abbandonare l'ideologia classica, i Democratici conservatori, furono indignati dal cambio e, guidati da Al Smith, nel 1934 formarono l'American Liberty League contrattaccando il presidente. Il loro tentativo di opporsi al nuovo corso fallì e li obbligò al ritiro dalla politica o all'ingresso nel Partito Repubblicano. Alcuni di loro, come Dean Acheson, ritornarono al Partito Democratico.
L'attuazione della piattaforma avviata fin dal 1933, definita dagli storici "il primo New Deal", raccolse un ampio consenso trasversale. Roosevelt cercò di far convergere sul proprio piano tutti i soggetti coinvolti imprenditori e lavoratori, agricoltori e consumatori, città e campagna. Tuttavia, nel secondo anno del suo mandato, si mosse in modo più conflittuale. Dopo aver ottenuto risultati elettorali consistenti sia al Congresso che per i governatorati statali, nel 1934 Roosevelt avviò un ambizioso programma legislativo che venne denominato "secondo New Deal", caratterizzato dalla costituzione di sindacati, dalla nazionalizzazione del welfare da parte della WPA, dall'istituzione della previdenza sociale, dall'imposizione di maggiori obblighi sulle imprese (in particolare sui trasporti e sulle comunicazioni) e dall'aumento delle tasse sui profitti delle imprese.
Le riforme del New Deal di Roosevelt mirarono alla creazione di posti di lavoro attraverso progetti di lavori pubblici ed un sistema di welfare sociale, inclusi i meccanismi previdenziali. Inoltre, piano riformista comprendeva anche modifiche radicali del sistema bancario, della regolamentazione del lavoro, dei trasporti, delle comunicazioni e dei mercati azionari, nonché alcuni tentativi di regolare i prezzi. Le sue politiche furono presto ripagate con un consenso diffuso e trasversale da un gruppo diversificato di elettori democratici definito coalizione del New Deal, che comprendeva sindacati, liberal, minoranze (più significativamente, cattolici ed ebrei) e bianchi liberali provenienti dal Sud. Questa base elettorale coesa permise ai Democratici il controllo del Congresso e la presidenza per gran parte dei successivi 30 anni.

### Il secondo mandato
Dopo una trionfante rielezione nel 1936, Roosvelt annunciò l'intenzione di aumentare i componenti della Corte Suprema, che tendeva ad opporsi al New Deal. La proposta presidenziale incontrò un'opposizione agguerrita e composita guidata dal vicepresidente John Nance Garner e venne sconfitta da un'alleanza di repubblicani e democratici conservatori, che formarono una coalizione contraria al cambiamento che bloccò quasi tutta la legislazione liberale (passò solo una legge sul salario minimo). Infastidito dall'ala conservatrice del suo stesso partito, Roosevelt tentò di liberarsene e, nelle elezioni di medio termine del 1938, fece una campagna attiva contro cinque senatori democratici conservatori in carica, sebbene tutti e cinque i senatori furono rieletti.

### I partiti e le fazioni
Sotto Roosevelt, il Partito Democratico si identificò più strettamente con il liberalismo moderno, che includeva la promozione del benessere sociale, i sindacati, i diritti civili e la regolamentazione degli affari, nonché il sostegno alla popolazione rurale e la promozione dei leader delle minoranze etniche. Gli oppositori, che promuovevano la crescita a lungo termine, il supporto della libera impresa ed il mantenimento di basse aliquote fiscali, iniziarono a definirsi "conservatori".

### Seconda guerra mondiale
Vicino ad un disastro nel 1937, a causa di una crisi economica detta "recessione" e con la quasi sconfitta alle elezioni per il Congresso nel 1938, le cose sembravano mettersi male per i Democratici, ma Roosevelt decise che, data la complessa situazione di crisi che avrebbe poi scatenato la Seconda Guerra Mondiale, la sua guida era insostituibile e così ruppe la tradizione della regola non scritta di non occupare la presidenza per più di due mandati e si candidò per un terzo, e successivamente anche per un quarto mandato, con il sostegno dell'intero Partito Democratico.

### Presidenza di Harry S. Truman (1945-1953)
Harry S. Truman divenne presidente nel 1945, subentrando alla morte di Roosevelt, e iniziarono ad emergere le spaccature all'interno del partito che il carisma e la guida di Roosevelt aveva coperto. Le principali fazioni includevano le macchine organizzazioni del partito nelle grandi città, le strutture statali e locali del Sud, l'estrema sinistra e la "coalizione liberale" o "coalizione liberale-laburista" comprendente l'American Federation of Labour (AFL), il Congress of Industrial Organizations (CIO) ed gruppi ideologici, come la National Association for the Advancement of Colored People o NAACP (che rappresenta i neri), l'American Jewish Congress (AJC) e l'Americans for Democratic Action (ADA) (che rappresentano gli intellettuali liberali). Nel 1948, i sindacati avevano espulso quasi tutti gli elementi di estrema sinistra e comunisti.

#### Il biennio 1946-1948
A destra, i repubblicani criticarono ferocemente le politiche interne di Truman. "Ne aveva abbastanza?" fu lo slogan vincente quando i repubblicani riconquistarono il Congresso nel 1946 per la prima volta dal 1928. Molti leader del partito Democratico erano pronti a scaricare Truman nel 1948, ma dopo che il generale Dwight D. Eisenhower rifiutò il loro invito, non trovarono un'alternativa valida al presidente uscente. Dal canto suo, Truman contrattaccò espellendo J. Strom Thurmond ed i suoi segregazionisti Dixiecrats, e, approfittando delle divisioni all'interno del Partito Repubblicano, riuscì a vincere le presidenziali e farsi rieleggere per un secondo mandato con una sorprendente sorpresa. Tuttavia, tutte le proposte di "Fair Deal" di Truman, come l'assistenza sanitaria universale, furono sconfitte al Congresso, per il significativo contrasto dei Democratici del Sud. Anche il sequestro dell'industria siderurgica venne revocato dalla Corte Suprema.

#### Politica estera
Dalla sinistra del partito, l'ex vicepresidente Henry A. Wallace denunciò Truman come un guerrafondaio per i suoi programmi antisovietici, la Dottrina Truman, il Piano Marshall e la creazione della NATO. Wallace lasciò il partito e, alle presidenziali del 1948, si candidò come indipendente. Il programma di politica estera di Wallace si basò sulla distensione con l'Unione Sovietica, ma gran parte della sua campagna fu controllata dagli espulsi dai principali sindacati e Wallace ottenne un risultato scarso e contribuì ad orientare il voto anticomunista a favore di Truman.
Cooperando con i repubblicani internazionalisti, Truman riuscì a sconfiggere gli isolazionisti a destra ed i sostenitori di un rapporto più morbido con l'Unione Sovietica a sinistra, avviando la politica diplomatica di contrapposizione tipica della guerra fredda, che durò fino alla caduta dell'Unione Sovietica nel 1991. I sostenitori di Wallace e gli altri democratici più orientati a sinistra furono espulsi dal partito e dal CIO nel 1946-1948 da giovani anticomunisti come Hubert Humphrey, Walter Reuther e Arthur Schlesinger Jr. Negli anni '40 Hollywood, e l'industria cinematografica americana, emerse come una nuova importante base nel partito guidata da star del cinema come Ronald Reagan, che all'epoca sosteneva fortemente Roosevelt e Truman.
In politica estera, con l'Europa al sicuro, i principali problemi arrivarono dall'Asia quando, nel 1949, la Cina cadde in mano ai comunisti. Truman entrò nella guerra di Corea senza l'approvazione formale del Congresso e, nel 1951, con la guerra impantanata in una situazione di stallo licenziò il generale Douglas MacArthur, consentendo ai repubblicani di sconfessare ed indebolire le politiche presidenziali in Asia. Una serie di piccoli scandali tra amici e compagni di Truman offuscò ulteriormente l'immagine del presidente, permettendo ai repubblicani di intraprendere una crociata contro "Corea, comunismo e corruzione". Truman abbandonò la corsa presidenziale all'inizio del 1952, senza indicare un possibile successore e la Convention democratica nominò Adlai Stevenson per le successive tornate elettorali del 1952 e del 1956, solo per vederlo sopraffatto da due vittorie schiaccianti di Eisenhower, infine schierato dai repubblicani.

## Presidenza di Dwight D.Eisenhower (1953-1961)

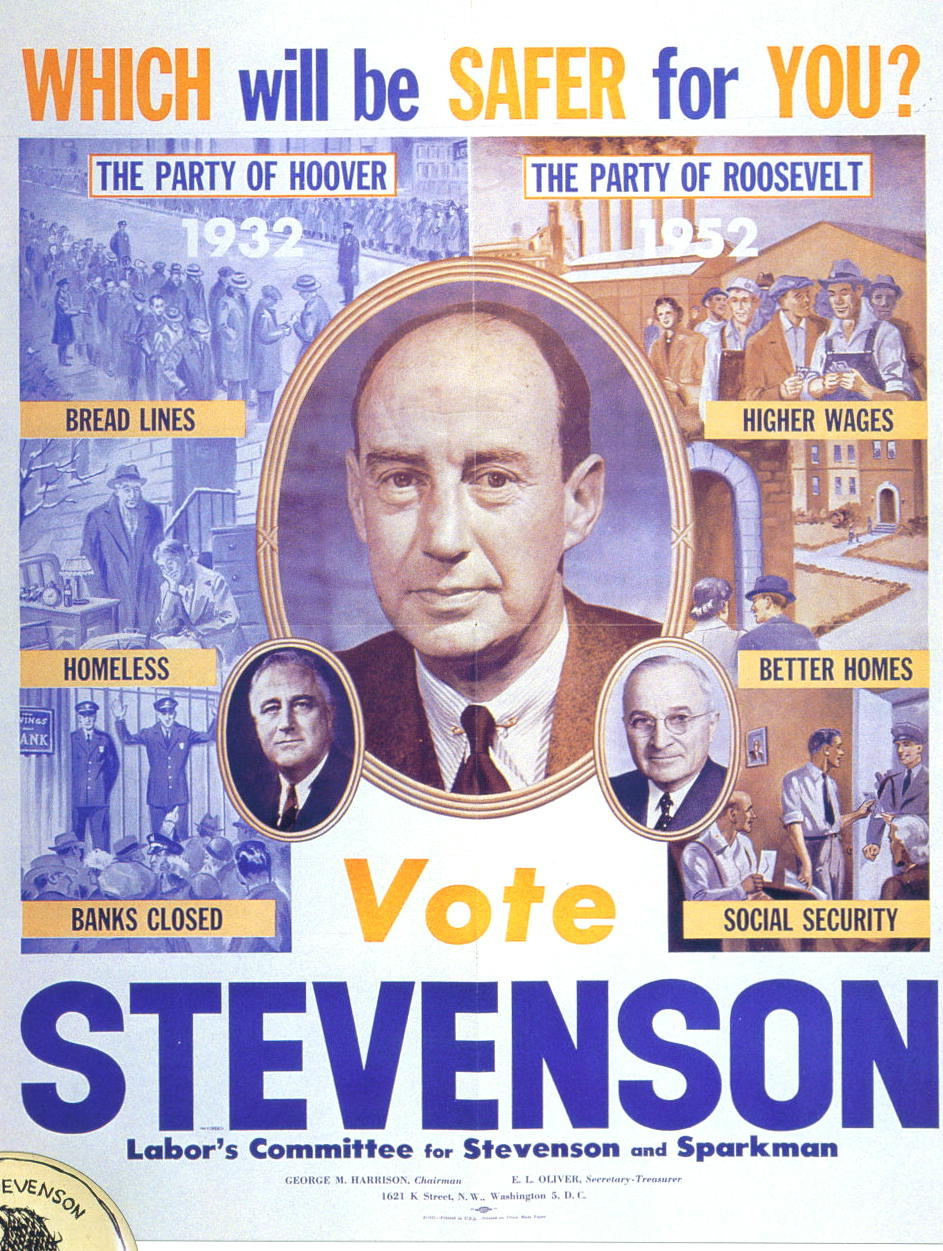
Adlai Stevenson mette in guardia contro un ritorno alle politiche repubblicane di Herbert Hoover, manifesto della campagna del 1952

La schiacciante vittoria del generale Dwight D. Eisenhower su Adlai Stevenson portò alla Casa Bianca uno dei leader più apprezzati ed esperti dell'epoca. Trascinati dal candidato alla presidenza i repubblicani acquisirono anche il controllo del Congresso, anche se solo per un mandato. Alla Camera dei Rappresentanti, la potente squadra dei texani dello Speaker, Sam Rayburn, e del leader della maggioranza al Senato, Lyndon B. Johnson, rimasero in sella senza grandi difficoltà, spesso scendendo a compromessi con Eisenhower. Nel 1958, il partito ottenne notevoli guadagni nelle elezioni di Midterm e sembrò poter esercitare blocco permanente sul Congresso, grazie soprattutto al lavoro organizzato delle squadre parlamentari. In effetti, i Democratici mantennero la maggioranza alla Camera in ogni elezione dal 1930 al 1992 (tranne il 1946 e il 1952).
La maggior parte degli eletti al Congresso negli Stati del Sud erano democratici conservatori e di solito operavano in sintonia con conservatori del Partito Repubblicano in una coalizione conservatrice che bloccò praticamente tutta la legislazione nazionale di matrice liberale dal 1937 agli anni '70, ad eccezione di un breve biennio, tra il 1964 ed il 1965, quando Johnson ne neutralizzò il potere appoggiando la propria azione legislativa sul Democratic Study Group, che incaricò di liberalizzare le istituzioni del Congresso e alla fine approvare gran parte del programma Kennedy-Johnson.
Come riportato anche in precedenza, nel 1952 i repubblicani ottennero il controllo del Congresso, ma alle successive elezioni di medio termine del 1954, i democratici ripresero la maggioranza. Lo Speaker della Camera dei Rappresentanti, Sam Rayburn, e il leader democratico al Senato, Lyndon B. Johnson, lavorarono comunque di concerto con il presidente Eisenhower, mitigando la faziosità delle due compagini e portandola al più basso livello di intensità dell'intero XX secolo.

## Presidenza di John F. Kennedy (1961–1963)

Il presidente John F. Kennedy con i suoi fratelli, il procuratore generale e successivamente senatore di New York Robert F. Kennedy ed il senatore del Massachusetts Ted Kennedy

La vittoria nelle presidenziali del 1960 da parte di John F. Kennedy, sul vicepresidente uscente Richard Nixon, riaccese il partito. La sua giovinezza, vigore e intelligenza catturarono l'immaginazione popolare sfruttata anche per la creazioni di nuovi programmi idealisti, come i Peace Corps. In termini legislativi però, Kennedy incontrò enormi resistenze e blocchi nei lavori dalla coalizione conservatrice.
Sebbene sia durato solo mille giorni circa, il mandato di Kennedy fu ricco di eventi significativi. Il presidente, dopo la fallita invasione della Baia dei Porci a Cuba e la costruzione del muro di Berlino, cercò di arginare le conquiste comuniste, anche con l'nvio di 16.000 soldati in Vietnam per consigliare l'esercito del Vietnam del Sud in difficoltà contro l'organizzazione militare dei ribelli comunisti. Sfidando l'opinione pubblica nazionale, Kennedy avviò la corsa allo spazio con l'obiettivo di far atterrare un uomo americano sulla Luna entro il 1969 e, dopo la crisi dei missili cubani, si adoperò per allentare le tensioni con l'Unione Sovietica.
Kennedy accelerò anche sul versante dei diritti civili e dell'integrazione razziale. Sotto questo profilo si ricordi, ad esempio, la decisione di Kennedy di assegnare ufficiali federali alla protezione dei Freedom Riders nel Sud. La sua elezione segnò il raggiungimento del punto massimo della componente cattolica della New Deal Coalition. Dopo il 1964, i cattolici della classe media iniziarono a votare repubblicano nella stessa proporzione dei protestanti. Fatta eccezione per la Chicago di Richard J. Daley, l'ultima delle macchine democratiche svanì. Il presidente Kennedy fu assassinato il 22 novembre 1963 a Dallas, in Texas.

## Presidenza di Lyndon B. Johnson (1963-1969)
Poche ore dopo la morte di Kennedy, il vicepresidente Lyndon B. Johnson prestò giuramento come nuovo presidente. Johnson, erede degli ideali del New Deal, ruppe la coalizione conservatrice al Congresso e approvò un notevole numero di leggi liberal o progressiste, note come la Great Society. Johnson riuscì a far approvare importanti provvedimenti sui diritti civili che riavviarono l'integrazione razziale nel Sud. Allo stesso tempo, sul fronte della politica estera, Johnson intensificò l'impegno americano nella guerra del Vietnam, creando una frattura all'interno del Partito Democratico che mandò in frantumi il partito nelle elezioni del 1968.

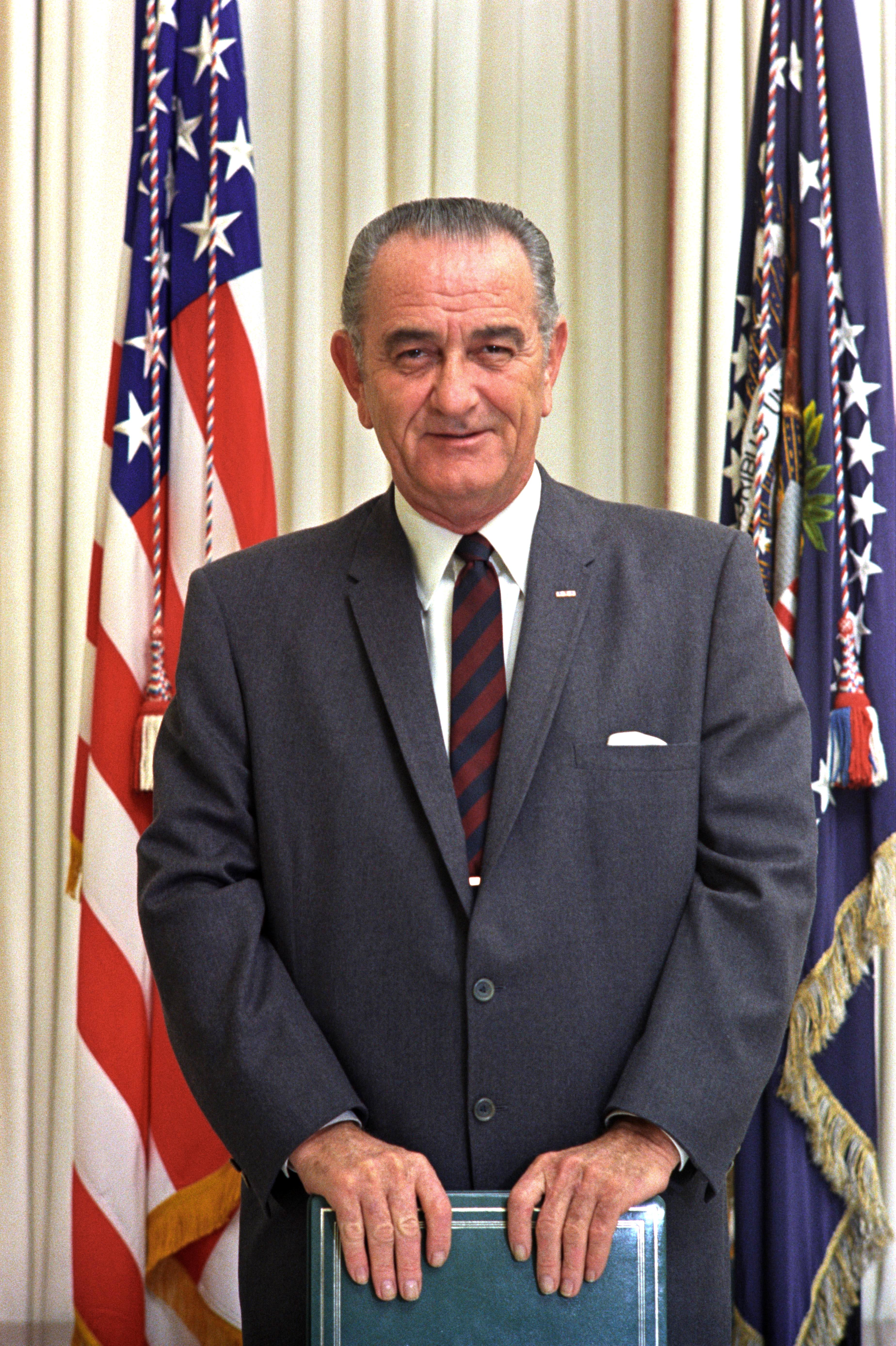
Il presidente Lyndon Johnson previde la fine del Solid South quando firmò il Civil Rights Act del 1964

La piattaforma del Partito Democratico degli anni '60 era in gran parte formata dagli ideali programmatici compendiati nella "Great Society" enunciata del presidente Johnson. La coalizione del New Deal iniziò a fratturarsi quando più leader democratici espressero sostegno ai diritti civili, sconvolgendo la coalizione che aveva costituito la base del partito, Democratici del sud e cattolici nelle città del nord. Il segregazionista George Wallace sfruttò le divisioni nella compagine dei cattolici nelle primarie democratiche nel 1964 e nel 1972.
Dopo che la piattaforma di Harry Truman diede un forte supporto alla lotta per i diritti civili e supporto alle leggi anti-segregazione, durante la Convention Nazionale Democratica del 1948 molti delegati degli Stati del Sud decisero di uscire dal partito e formarono i "Dixiecrats", guidati dal governatore della Carolina del Sud, Strom Thurmond (che da senatore sarebbe poi entrato a far parte del Partito Repubblicano). Thurmond portò le questioni del profondo sud nelle elezioni, ma Truman conquistò il resto del sud. Nel frattempo, nel Nord elementi di estrema sinistra lasciarono i Democratici per unirsi all'ex vicepresidente Henry A. Wallace nel suo nuovo Partito Progressista. Forse queste ultime uscite costarono a Truman lo Stato di New York, ma ottenne ugualmenmte un secondo mandato presidenziale.
Dall'altra parte, gli afroamericani, che tradizionalmente avevano sempre sostenuto in modo convinto il Partito Repubblicano sin dalle sue origini, in quanto "partito contro la schiavitù", iniziarono a cambiare la maggioranza dei loro voti negli anni Trenta a causa dei vantaggi del New Deal, e proseguirono a rivolgere i loro consensi verso il Partito Democratico, per la difesa ed il sostegno dei diritti civili da parte di eminenti Democratici, come Hubert Humphrey ed Eleanor Roosevelt, e la propaganda dei gruppi locali come a Chicago. Relativamente al consenso negli stati del Sud, il repubblicano Dwight D. Eisenhower conquistò la metà dei voti nel 1952 e nel 1956, il senatore Barry Goldwater vinse cinque stati del sud nel 1964, ma per il resto i candidati democratici controllarono il Sud fino alle presidenziali del 1976, quando Jimmy Carter raccolse tutti i voti del Sud esclusa la Virginia e solo il radicale intervento di Ronald Reagan mutò questo risultato nel 1980 e nel 1984.
Il significativo capovolgimento del partito sulla questione dei diritti civili culminò quando il presidente democratico Lyndon B. Johnson firmò il Civil Rights Act del 1964. La legge fu approvata sia alla Camera che al Senato da maggioranze miste di repubblicani e democratici. D'altro canto, la maggior parte dei democratici e tutti i repubblicani del sud si opposero al provvedimento legislativo. Il 1968 segnò una grande crisi per il partito. A gennaio, l'offensiva del Têt anche se si risolse in una sconfitta militare per i vietcong, iniziò a orientare l'opinione pubblica americana contro la guerra del Vietnam. Il senatore Eugene McCarthy radunò intellettuali e studenti contro la guerra nei campus universitari ed arrivò solo a pochi punti percentuali da Johnson alle primarie democratiche del New Hampshire, indebolendo in modo permanente il presidente in carica. Quattro giorni dopo, il senatore Robert F. Kennedy, fratello del presidente ucciso nel 1963, entrò in gara.
Johnson sbalordì l'intera nazione il 31 marzo 1968 quando si ritirò dalla corsa e quattro settimane dopo il suo vicepresidente, Hubert H. Humphrey, si mise in gara, anche se non partecipò a nessuna delle primarie. Kennedy e McCarthy si alternarono nelle vittorie alle primarie, mentre Humphrey raccolse il sostegno dei sindacati e dei leaders delle grandi città. Il 4 giugno 1968, Kennedy vinse le cruciali primarie della California, ma fu assassinato quella notte stessa. In realtà, quando Kennedy vinse in California, Humphrey aveva già accumulato 1.000 dei 1.312 voti dei delegati necessari per la nomina, mentre Kennedy ne aveva circa 700.
Durante la Convention nazionale democratica del 1968, mentre il dipartimento di polizia di Chicago e la guardia nazionale dell'esercito dell'Illinois affrontavano con violenza i manifestanti contro la guerra nelle strade e nei parchi di Chicago, i democratici nominarono Humphrey. Nel frattempo, il governatore democratico dell'Alabama, George C. Wallace, lanciò una propria campagna come candidato di un terzo partito e ad un certo punto risultò persino secondo al candidato repubblicano Richard Nixon che vinse a malapena, con i Democratici che mantennero il controllo del Congresso. Il partito era all'epoca così profondamente diviso che non avrebbe raggiunto nuovamente la maggioranza del voto popolare per la presidenza fino al 1976, quando Jimmy Carter conquistò il 50,1% dei consensi degli elettori.
La disaffezione dei Democratici del Sud verso il partito divenne evidente nelle presidenziali del 1968, quando i voti elettorali di tutti gli ex stati confederati, Texas escluso, andarono al repubblicano Richard Nixon o all'indipendente Wallace. I voti elettorali di Humphrey provenivano principalmente dagli stati del nord, segnando una drammatica inversione rispetto alle elezioni del 1948 di 20 anni prima, quando i voti elettorali del candidato repubblicano, poi perdente, erano concentrati negli stessi stati.

## Commissione McGovern-Fraser e campagna presidenziale di George McGovern (1969-1972)
Dopo la sconfitta del partito nel 1968, il Partito Democratico adottò i radicali cambiamenti proposti dalla Commissione McGovern-Fraser circa il modo in cui venivano selezionati i delegati della Convention nazionale. Le modifiche introdotte rafforzarono il processo di selezione del candidato presidenziale all'interno dei ranghi del partito ed alle primarie presidenziali. Nel 1972 i Democratici si spostarono a sinistra e nominarono il senatore del Dakota del Sud, George McGovern come candidato presidenziale su una piattaforma che sosteneva, tra le altre cose, l'immediato ritiro degli Stati Uniti dal Vietnam (con il suo slogan contro la guerra "Come Home, America!") e un reddito minimo garantito per tutti gli americani. Le forze di McGovern alla convention nazionale estromisero il sindaco Richard J. Daley e l'intera delegazione di Chicago, sostituendoli con ribelli guidati dal reverendo Jesse Jackson. Dopo che si seppe che il candidato vicepresidente di McGovern, Thomas Eagleton, aveva ricevuto una terapia con elettroshock, McGovern affermò di sostenere Eagleton al "1000%", ma fu presto costretto a lasciarlo e trovare un nuovo compagno di corsa.
Numerosi nomi di spicco lo rifiutarono, ma alla fine McGovern scelse Sargent Shriver, un cognato di Kennedy, vicino al sindaco Daley. Il 14 luglio 1972, McGovern nominò la sua responsabile della campagna, Jean Westwood, prima donna presidente del Comitato nazionale democratico. McGovern venne sconfitto in maniera schiacciante dal presidente uscente Richard Nixon, conquistando i voti elettorali del Massachusetts e Washington, DC.

## Presidenze di Richard Nixon (1969-1974) e Gerald Ford (1974-1977)
Gli effetti sul Partito Democratico della sconfitta di George McGovern nelle elezioni del 1972 avrebbero potuto essere più duraturi, ma furono interrotti dallo scandalo che travolse Nixon e che fermò temporaneamente il declino del partito in un modo del tutto inaspettato. Lo scandalo Watergate distrusse la presidenza Nixon al suo secondo mandato e il successivo perdono presidenziale concesso a Nixon, subito dopo le sue dimissioni nel 1974, da parte del suo ex vicepresidente Gerald Ford, subentrato nella carica, avvantaggiò i Democratici in modo significativo grazie alla loro capacità di sfruttare la questione della "corruzione" per ottenere importanti risultati nelle elezioni di medio termine di quell'anno. Nel 1976, la sfiducia nei confronti dell'amministrazione repubblicana, complicata da una infrequente combinazione di recessione ed inflazione, detta anche "stagflazione", portò alla sconfitta di Ford da parte di Jimmy Carter, ex governatore della Georgia. Carter vinse da sconosciuto outsider, la cui campagna era stata svolta all'insegna della promessa di maggiore onestà a Washington, un messaggio accattivante e che fu in condizione di fare presa negli stati del Sud e permettere a Carter di battere di misura il presidente uscente.

## Presidenza di Jimmy Carter (1977-1981)

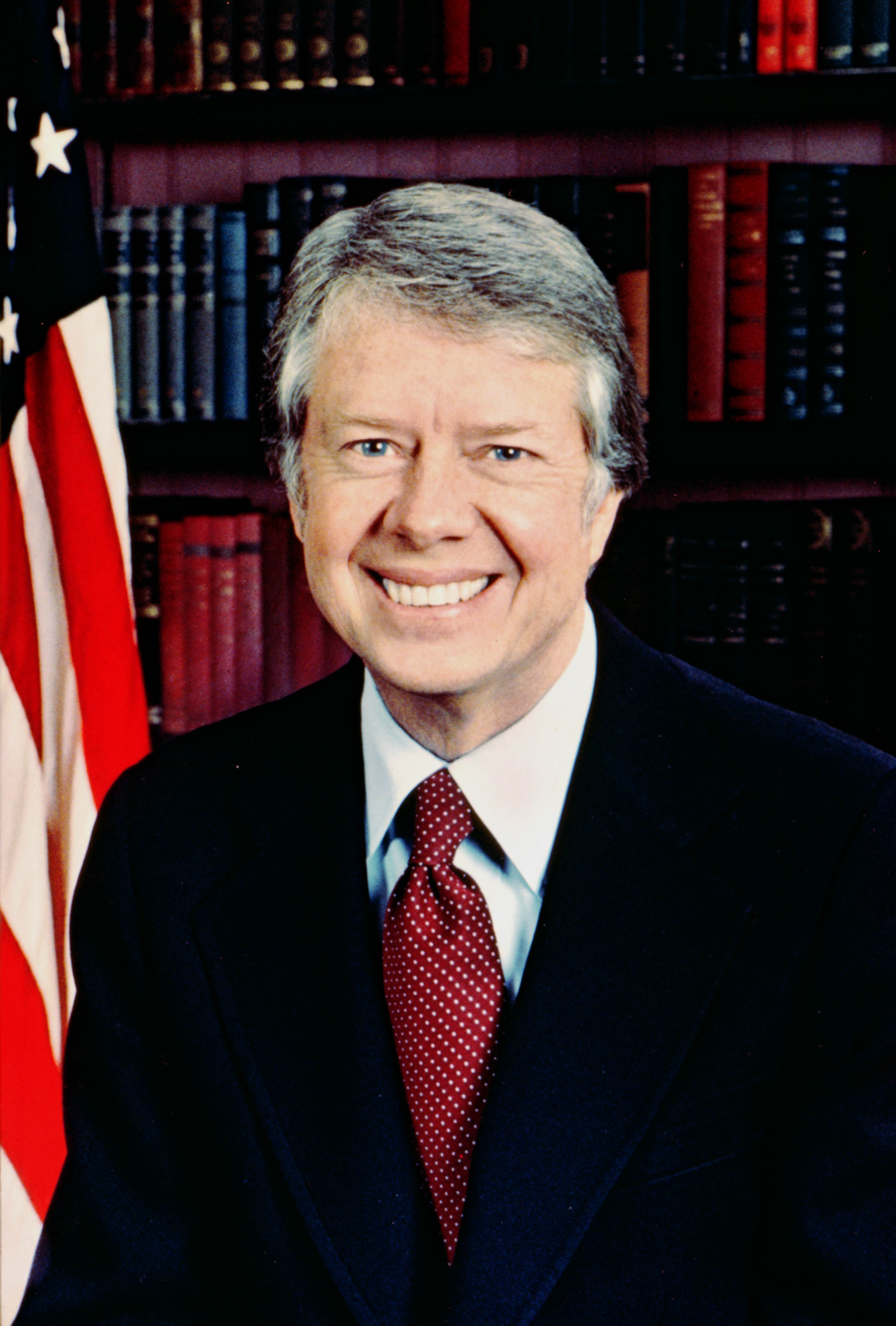
Il presidente Jimmy Carter fu eletto nel 1976 e sconfitto nel 1980

Carter era un coltivatore di arachidi, un senatore statale e un governatore con un solo mandato nel proprio background e quindi con un'esperienza politica nazionale limitata. I principali risultati del mandato del presidente Carter consistettero nella creazione di una politica energetica nazionale e di due nuovi dipartimenti di gabinetto, il Dipartimento dell'Energia degli Stati Uniti e il Dipartimento dell'Istruzione degli Stati Uniti. Carter deregolamentò con successo il settore degli autotrasporti, quello delle compagnie aeree, delle ferrovie, la finanza, le comunicazioni e petrolio, invertendo, a più di 40 anni di distanza, l'approccio del New Deal alla regolamentazione dell'economia. inoltre, Carter rafforzò il sistema di sicurezza sociale e nominò a posti significativi nell'amministrazione un numero record di donne e di persone appartenenti alle minoranze etniche. Infine, sul fronte interno, Carter promulgò diversi provvedimenti relative alla protezione ambientale, attraverso l'espansione del National Park Service in Alaska, destinando 103 milioni di acri (417.000 km 2) di terreno a parco.
Negli affari esteri, i risultati più significativi di Carter includono gli accordi di Camp David per una maggiore distensione dei rapporti fra Israele e gli stati mediorientali, i trattati del Canale di Panama volti a regolare l'uscita dal controllo americano del canale, l'instaurazione di piene relazioni diplomatiche con la Repubblica popolare cinese e a negoziazione del trattato SALT II, per la riduzione della proliferazione delle armi nucleari. Inoltre, il presidente Carter difese i diritti umani in tutto il mondo e li pose al centro della politica estera della sua amministrazione.
I successi di Carter furono purtroppo per lui oscurati dai suoi fallimenti. Non riuscì ad attuare un piano sanitario nazionale o a riformare il sistema fiscale come aveva promesso durante la campagna elettorale. La sua popolarità diminuì con l'aumento dell'inflazione e la disoccupazione che rimase ostinatamente alta. Carter non riuscì ad invertire la tendenza neppure con successi in politica estera. La vicenda dell'ambasciata in Iran nella quale 52 diplomatici americani furono tenuti in ostaggio per 444 giorni, a partire dal 4 novembre 1979 mise in un costante imbarazzo la Presidenza anche grazie alla copertura mediatica dell'evento ripetuta quotidianamente. La fiducia in Carter venne ancor più minata dal fallimento del tentativo di salvataggio degli ostaggi organizzato dai militari. Nello stesso anno i sovietici invasero l'Afghanistan indebolendo ulteriormente la fiducia degli americani nei confronti di Carter e gli atleti degli Stati Uniti rimasero profondamente delusi quando annullò la partecipazione americana alle Olimpiadi di Mosca del 1980. Il senatore liberale Ted Kennedy attaccò Carter qualificandolo come troppo conservatore, ma non riuscì a bloccare una nuova nomina di Carter alle elezioni del novembre 1980, perse contro Ronald Reagan. Oltre alla presidenza, i Democratici persero 12 seggi al Senato e con essi, per la prima volta dal 1954, la maggioranza in quel ramo del Congresso, anche se la mantennero alla Camera. Le analisi sui flussi elettorali indicano che la vittoria repubblicana fu la conseguenza della scarsa performance economica durante la presidenza Carter e l'incapacità dei Democratici nel contenere lo spostamento ideologico dell'elettorato verso la destra. L'Iran rilasciò tutti gli ostaggi americani pochi minuti dopo l'insediamento di Reagan, ponendo fine ad una crisi di 444 giorni.

## Presidenza di Ronald Reagan (1981-1989)

### Anni '80: combattere il reaganismo

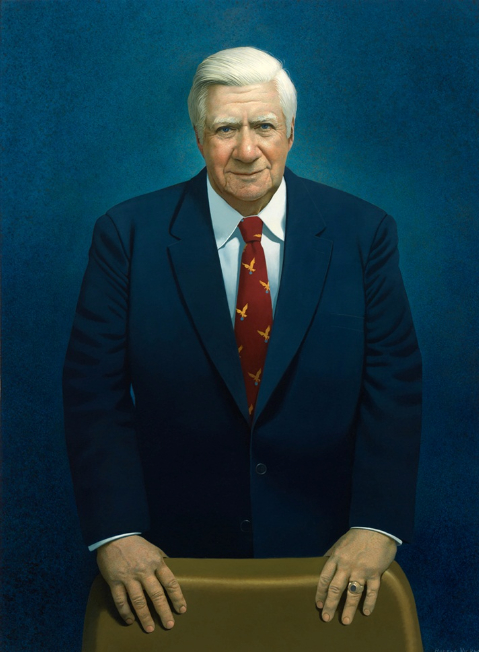
Il Rappresentante Thomas "Tip" O'Neill, presidente della Camera (1977-1987) fu il democratico di grado più alto a Washington, DC durante la maggior parte del mandato di Reagan

I sostenitori democratici più conservatori furono essenziali per la vittoria di Ronald Reagan nel 1980. I cosiddetti "Democratici di Reagan" erano degli elettori che prima di Reagan votavano per i candidati Democratici, ma che nel 1980 e nel 1984 sostennero quello repubblicano, come pure fecero nel 1988 con George HW Bush, consentendo loro vittorie schiaccianti. I democratici di Reagan erano per lo più di etnia bianca, residenti nel nord-est e nel Midwest principalmente attratti dal conservatorismo sociale di Reagan su questioni come l'aborto, e dalla sua forte politica estera, anche per contrasto alla apparente debolezza del predecessore Carter. Nel 1992 o nel 1996, questi simpatizzanti di Reagan smisero di votare per il candidato repubblicano facendo cadere in disuso il termine, utilizzato solo per riferimento agli anni '80. La stessa locuzione non è usato per descrivere gli elettori bianchi degli Stati del Sud diventati permanentemente repubblicani alle elezioni presidenziali, dopo Carter.
Stan Greenberg, un sondaggista democratico, ha analizzato gli elettori di etnia bianca - lavoratori nell'industria automobilistica, in gran parte sindacalizzati - della periferia di Macomb County, in Michigan, appena a nord di Detroit.Il 63% degli elettori della contea votò a favore di Kennedy nel 1960, ma, nel 1984, il 66% si espresse per Reagan. Greenberg concluse che i Democratici di Reagan non vedevano più i Democratici come politici in grado di soddisfare le aspirazioni della classe media, ma come esponenti di un partito che lavorava principalmente a beneficio degli altri, in particolare degli afroamericani, delle lobby, della sinistra e dei più poveri.
L'incapacità di trattenere i Democratici reaganiani e il Sud bianco portò al collasso finale della coalizione del New Deal. Nel 1984, Reagan si accaparrò 49 stati vincendo in modo schiacciante contro l'ex vicepresidente e senatore del Minnesota Walter Mondale, un sostenitore del New Deal.
In risposta a queste sconfitte indiscutibili, nel 1985 fu istituito il Democratic Leadership Council (DLC) con l'obiettivo di orientare il partito verso obiettivi ideologici di centro, per recuperare parte della raccolta fondi persa a causa dei donatori aziendali che avevano sostenuto Reagan. La finalità prioritaria era convincere gli elettori di centro-sinistra, nonché moderati e conservatori sulle questioni sociali, a votare il partito per diventare un partito pigliatutto con un appello indirizzato agli oppositori dei repubblicani. Nonostante lo sforzo profuso, il governatore del Massachusetts Michael Dukakis, che non si candidava come New Dealer, ma come amministratore pubblico esperto ed efficiente, perse in modo significativo contro il vicepresidente George HW Bush nella tornata del 1988.

### Il Sud diventa repubblicano
Dopo la Ricostruzione, per un secolo circa, la popolazione bianca del Sud si identificò politicamente nel Partito Democratico. Il consenso dei Democratici era così forte che la regione fu per loro una fonte certa di voti e venne quindi denominata Solid South, sebbene i Repubblicani controllassero parti dei monti Appalachi e contendessero le cariche statali negli stati di confine. Prima del 1948, i Democratici del Sud credevano che il loro partito, con il suo rispetto per i diritti degli stati e l'apprezzamento dei valori tradizionali del sud, fosse il difensore dello stile di vita del sud. I Democratici del Sud allertarono gli elettori dei pericoli che i progetti aggressivi sostenuti da parte dei liberal del Nord e dei repubblicani e degli attivisti per i diritti civili che denunciarono come "agitatori esterni".
Il forte impegno a favore delle lotte per i diritti civili da parte della Convention Democratica del 1948 e l'integrazione razziale delle forze armate intrapresa nello stesso anno con l'Executive Order 9981 emesso dal presidente Harry S. Truman,per la parità di trattamento e opportunità per i militari afroamericani, ampliò e concretizzò il divario esistente tra le fazioni geografiche del partito fra nord e sud. Alle successive elezioni presidenziali il partito si presentò diviso con alcuni degli esponenti meridionali raccolti dal senatore Strom Thurmond si presentarono come "Partito Democratico per i Diritti degli Stati" appoggiando la candidatura presente del senatore.
Con la presidenza di John F. Kennedy il Partito Democratico iniziò ad abbracciare in modo esplicito e maggioritario il Movimento per i Diritti Civili spezzando in modo irrimediabile lo storico legame con il Sud. La risicata vittoria elettorale di Kennedy ed il contenuto margine di vantaggio al Congresso contribuirono ad un atteggiamento più cauto verso la tematica dei diritti civili. Kennedy temeva, a ragione peraltro, di perdere il sostegno del sud su molti fronti spingendo troppo sulla legislazione sui diritti civili. Il suo successore, Lyndon B. Johnson, dopo aver firmato il Civil Rights Act del 1964, profetizzò abbastanza correttamente "Abbiamo perso il Sud per una generazione".
La modernizzazione portò negli Stati del Sud fabbriche, aziende più grandi e competitive, nonché città più popolose e cosmopolite, come Atlanta, Dallas, Charlotte e Houston, oltre a milioni di migranti dal nord e maggiori opportunità di istruzione superiore. Tali modifiche furono accompagnate dal declino dell'economia del cotone e del tabacco, tipiche del Sud rurale, poiché gli agricoltori cambiarono attività accettando il lavoro in fabbrica. Man mano che il Sud diventava più simile al resto della nazione, non poteva continuare a differenziarsi perseguendo politiche di segregazione razziale. L'integrazione e il movimento per i diritti civili furono fonte di enormi polemiche nel sud bianco, anche perché furono viste come un'indebita ingerenza federale negli affari locali ed una violazione dei diritti degli stati. Quando l'azione dei magistrati e l'adozione dei Civil Rights Acts del 1964 e 1965, bandirono finalmente la segregazione, un coagulo irriducibile di popolazione resistette all'integrazione, guidato dai governatori democratici dell'Arkansas, Orval Faubus, della Georgia, Lester Maddox e soprattutto da George Wallace, governatore dell'Alabama. Questi politici populisti si appellarono ad un elettorato operaio meno istruito che per motivi economici favorì il Partito Democratico e si oppose alla desegregazione. Nonostante tutto, però, dopo il 1965, la maggior parte degli abitanti degli stati del Sud accettò l'integrazione, con la sola eccezione delle scuole pubbliche.
Sentendosi traditi dal Partito Democratico, i tradizionali elettori bianchi del Sud si unirono alla nuova classe media e a quelli trasferitosi dal Nord nel flusso a favore del Partito Repubblicano. Nel frattempo, gli elettori neri appena affrancati cominciarono a sostenere i candidati democratici con percentuali plebiscitarie (80-90%), producendo leader come Julian Bond e John Lewis della Georgia e Barbara Jordan del Texas. Proprio come aveva promesso Martin Luther King Jr., l'integrazione aveva portato un giorno nuovo nella politica del sud.
Oltre alla sua tipica base elettorale del Nord costituita dalla classe media bianca, i repubblicani attirarono forti maggioranze tra i cristiani evangelici, che prima degli anni '80 erano in gran parte apolitici. Gli exit poll delle elezioni presidenziali del 2004 mostrarono che George W. Bush batteva John Kerry del 70-30% tra i bianchi del sud, che formavano il 71% degli elettori di quegli stati. Da parte sua Kerry aveva un vantaggio ancora più alto (90-9%) fra gli afroamericani, che però rappresentavano il 18% degli elettori del sud. Nelle stesse elezioni, un terzo degli elettori degli stati del sud si dichiarò evangelico bianco e di questi l'80% affermò di aver votato per Bush.

## Presidenza di George H.W. Bush (1989-1993)

### Opposizione alla Guerra del Golfo
Fra i propri ranghi i Democratici includevano una forte componente di cittadini americani divenuti maggiorenni durante la guerra del Vietnam che rimasero ostili agli interventi militari americani. Il 1º agosto 1990, l'Iraq, guidato da Saddam Hussein, invase il Kuwait. Il presidente George H. W. Bush formò una coalizione internazionale e ottenne l'approvazione delle Nazioni Unite per espellere l'Iraq anche con l'intervento militare diretto. Il 12 gennaio 1991 il Congresso autorizzò, con uno margine risicato, l'uso della forza militare contro l'Iraq, con i repubblicani a favore e i democratici contrari. Il voto alla Camera fu di 250 voti contro 183 e al Senato di 52 a 47. Al Senato, 42 repubblicani e 10 democratici si espressero a favore dell'azione militare, mentre 45 democratici e 2 repubblicani votarono contro. Alla Camera, 164 repubblicani e 86 democratici votarono sì, mentre i contrari furono 179 democratici, 3 repubblicani e un indipendente.

## Presidenza di Bill Clinton (1993-2001)

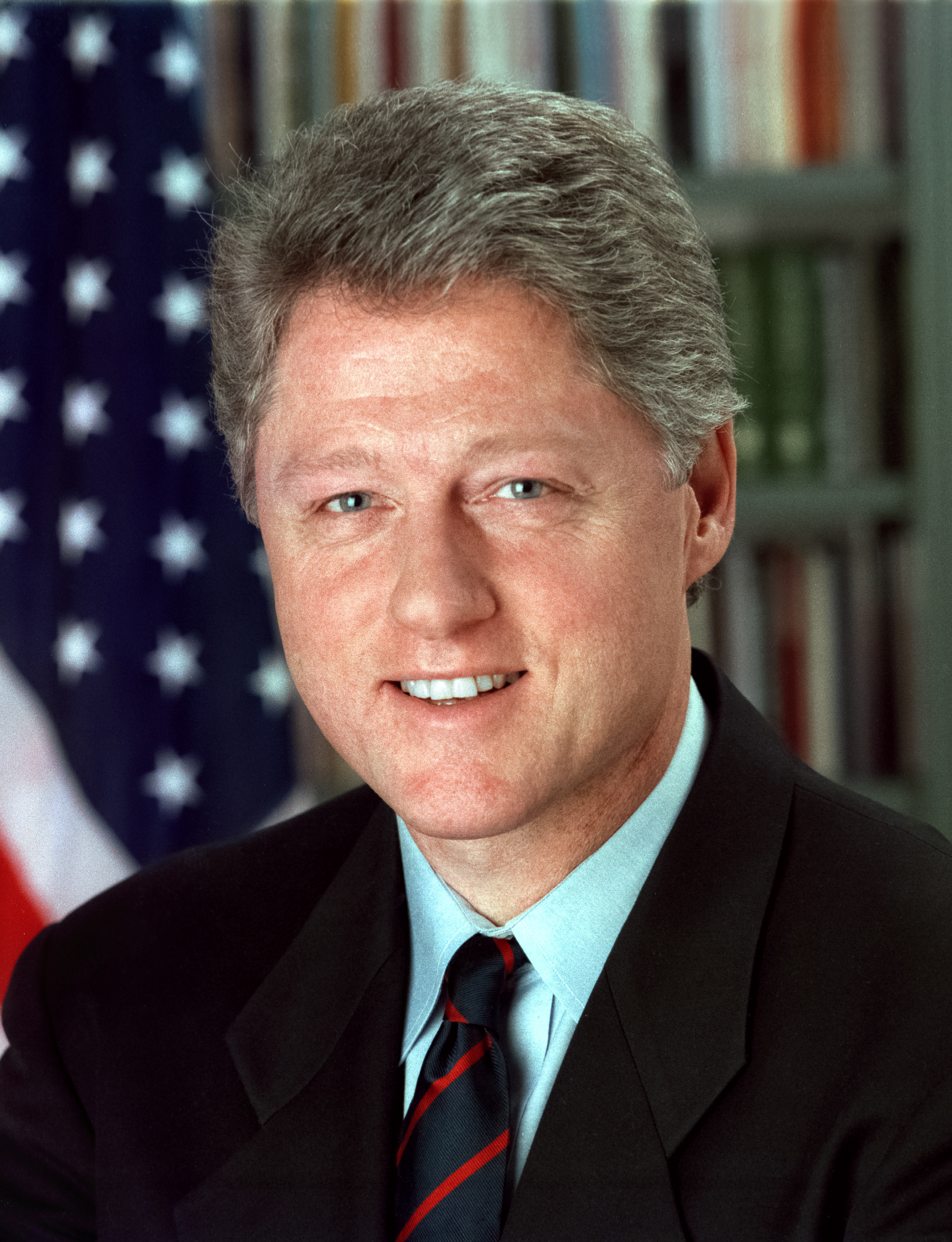
Durante la presidenza di Bill Clinton, il Partito Democratico si è spostato ideologicamente verso il centro

Negli anni '90 il Partito Democratico si riprese, anche spostandosi, in politica economica, su posizioni più conservatrici. Nel 1992, per la prima volta dopo 12 anni, gli Stati Uniti elessero un democratico alla Casa Bianca. Durante il mandato del presidente Bill Clinton, il Congresso chiuse in pareggio il bilancio federale per la prima volta dalla presidenza di Kennedy e si assistette al consolidamento dell'economia americana che ha permesso una crescita dei redditi. Il Democratic Leadership Council - gruppo creato nel 1985 dalle parti più moderate de Democratici, cosiddetti "New Democrat", che volevano trovare soluzioni alla perdita di consenso del partito - sostenne un riallineamento ideologico e, teorizzando l'uso della triangolazione, la necessità di spostarsi al centro sulle questioni economiche, per adattarsi all'era post-Reagan.
Nel 1994, l'economia americana ha sperimentato la più bassa combinazione di disoccupazione e inflazione dei 25 anni precedenti. Il presidente Clinton firmò anche diversi progetti di legge sul controllo delle armi, tra cui il Brady Bill, che imponeva un periodo di attesa di cinque giorni per l'acquisto di pistole e un divieto (scaduto nel 2004) su molti tipi di armi da fuoco semiautomatiche. Il suo provvedimento legislativo in materia di assistenza - Family and Medical Leave Act - offrì a circa 40 milioni di lavoratori americani fino a 12 settimane di congedo non retribuito e garantito per parto, ovvero malattia personale o familiare. In politica estera, Clinton agì in modo significativo schierando l'esercito americano ad Haiti per reintegrare il presidente deposto Jean-Bertrand Aristide, intervenendo in modo significativo nei negoziati di pace israelo-palestinesi, mediando in uno storico cessate il fuoco nell'Irlanda del Nord (ufficializzato con gli "accordi del venerdì santo") e negoziando gli accordi di Dayton, per porre fine alle ostilità nella ex repubblica jugoslava di Bosnia Erzegovina. Nel 1996, Clinton divenne il primo presidente democratico ad essere rieletto dai tempi di Franklin D. Roosevelt.
Nonostante la vittoria di Clinton, nel 1994, i Democratici persero la maggioranza in entrambe le Camere del Congresso. Il presidente pose il veto a due progetti di riforma del welfare sostenuti dai repubblicani prima di firmare il terzo, il Personal Responsibility and Work Opportunity Act del 1996. Il Private Securities Litigation Reform Act superò invece il veto presidenziale nel 1995. I sindacati, che dagli anni '60, avevano costantemente perso la propria base di associati, scoprirono di aver perso anche influenza politica all'interno del Partito Democratico e Clinton promulgò l'Accordo di libero scambio nordamericano con Canada e Messico, nonostante le forti obiezioni dei sindacati. Nel 1998, la Camera dei Rappresentanti, guidata dai repubblicani, pose sotto accusa il presidente Clinton con due diverse accuse per le quali venne assolto dal Senato degli Stati Uniti l'anno successivo. Sempre nel 1999, sotto la guida di Clinton, gli Stati Uniti parteciparono all'Operazione Forza Alleata della NATO contro la Jugoslavia.

### Neoliberismo
Negli anni '90 l'amministrazione Clinton ha continuato le riforme a favore del "libero mercato", o neoliberiste, iniziate durante la presidenza Reagan. Lo storico Gary Gerstle afferma che Reagan fu l'architetto ideologico dell'ordine neoliberista sorto negli anni '70 e '80, ma Clinton ne fu il suo "facilitatore", e come tale detto ordine ha raggiunto il proprio apice, per non dire dominio, dopo la fine della Guerra Fredda. Tuttavia, l'economista Sebastian Mallaby sostiene che il partito democratico aveva iniziato a sostenere posizioni sempre più a favore delle imprese e del mercato fin dal 1976.
Le idee del libero mercato furono abbracciate dai democratici quasi quanto dai repubblicani. Jimmy Carter ha avviato la grande spinta verso la deregolamentazione, generalmente con il sostegno del suo partito al Congresso. Bill Clinton ha presieduto la crescita del sistema finanziario scarsamente supervisionato e l'abrogazione delle restrizioni dell'era della Depressione sulle banche commerciali.
Lo storico Walter Scheidel giunge ad ipotizzare che entrambe le parti siano passate al pieno sostegno del neoliberismo negli anni '70:
Negli Stati Uniti, entrambi i partiti dominanti si sono spostati verso il capitalismo del libero mercato. Anche se l'analisi delle votazioni per appello nominale mostra che dagli anni '70 i repubblicani si sono spostati più a destra di quanto i democratici si siano spostati a sinistra, questi ultimi sono stati determinanti nell'attuazione della deregolamentazione finanziaria negli anni '90 e si sono concentrati sempre più su questioni culturali come il genere, la razza, e l'identità sessuale piuttosto che le tradizionali politiche di assistenza sociale.
Sia Carter che Clinton abbandonarono in modo silenzioso lo stile del New Deal di deciso supporto al welfare per i poveri e significativo sostegno alla classe operaia ed ai sindacati, riducendo progressivamente la tradizionale ostilità del partito nei confronti degli affari e alla regolamentazione aggressiva dell'economia. Inoltre, sia Carter che Clinton hanno accettato una maggiore dipendenza dall'economia di mercato, come lungamente sostenuto dai conservatori, dando priorità, nel noto equilibrio di Phillips, al controllo dell'inflazione, rispetto alla riduzione della disoccupazione. Entrambi hanno perseguito il raggiungimento di bilanci federali in pareggio e Clinton è riuscito effettivamente a generare addirittura un avanzo di bilancio. Entrambi i presidenti democratici del periodo incluso tra gli anni '70 e '90, hanno quindi usato la politica monetaria, più della politica fiscale/di spesa, per gestire l'economia, e hanno accettato l'enfasi conservatrice sui azioni di supporto dell'offerta, in luogo di programmi di sostegno della domanda, per incoraggiare gli investimenti privati e l'aspettativa che ciò avrebbe prodotto una crescita economica a lungo termine.

### Elezioni del 2000
Per le elezioni presidenziali del 2000, i Democratici candidarono alla presidenza il vicepresidente uscente Al Gore che corse contro George W. Bush, esponente del partito repubblicano figlio dell'ex presidente George H. W. Bush. Il programma di Gore includeva la riduzione del debito, tagli alle tasse, politica estera, istruzione pubblica, contrasto al riscaldamento globale, nomine giudiziarie e l'azione positiva. Tuttavia, lo stretto legame con Clinton e l'affiliazione al DLC indusse i critici a ritenere Gore troppo simile a Bush, specialmente sulle posizioni neoliberiste, circa le riduzioni dell'assistenza sociale e la pena di morte. Il candidato alla presidenza per il Partito dei Verdi, Ralph Nader, in particolare, è stato molto esplicito nelle sue critiche.
Gore superò Bush di oltre 540.000 voti nel voto popolare, ma perse nel collegio elettorale per soli quattro voti. Molti democratici indicarono i partiti terzi, in particolare Nader, quali responsabili della sconfitta di Gore. Al riguardo, additarono gli stati del New Hampshire (4 voti elettorali) e della Florida (25 voti elettorali), dove i voti totali di Nader erano superiori al margine di vittoria di Bush. In particolare, in Florida, Nader ha ricevuto 97.000 voti popolari e Bush ha sconfitto Gore per soli 537. L'aspra polemica interna al partito, nonché quella nazionale sulla vittoria repubblicana, afflisse Gore che scelse di abbandonare la politica attiva e le competizioni elettorali.
Nonostante la risicata sconfitta di Gore, i Democratici nel 2000 guadagnarono cinque seggi al Senato (inclusa l'elezione di Hillary Clinton a per lo Stato di New York) trasformando un vantaggio repubblicano 55-45 in una 0pareggio -50 (con unilicepresidente repubblicano che rompe uvan pareggio). Tuttavia, nel 2001, il senatore repubblicano Jim Jeffords del Vermont decise di diventare un indipendente e di votare con il caucus democratico, lo status di maggioranza e cambiò di conseguenza anche il controllo dell'aula da parte del leader della maggioranza, nonché quello di tutte le presidenze dei comitati. Tuttavia, i repubblicani riconquistarono la maggioranza al Senato con le elezioni di mid term nel 2002 e poi con quelle del 2004, lasciando ai democratici solo 44 seggi, il peggior risultato dagli anni '20.

## Presidenza di George W. Bush (2001-2009)
A seguito degli attacchi dell'11 settembre 2001, l'attenzione della popolazione si spostò sulle questioni di sicurezza nazionale. Tutti i rappresentanti democratici tranne uno (Barbara Lee) votarono insieme ai repubblicani per autorizzare l'invasione dell'Afghanistan richiesta dal presidente Bush nel 2001. Il leader della Camera Richard Gephardt e il leader del Senato Thomas Daschle spinsero i Democratici a votare per il USA PATRIOT Act e, nel 2003, per l'invasione dell'Iraq. Su tale ultimo aspetto, i Democratici erano divisi e esprimevano sempre più preoccupazioni sia sulla giustificazione e sul progresso della Guerra al terrorismo, sia sugli effetti interni del Patriot Act.

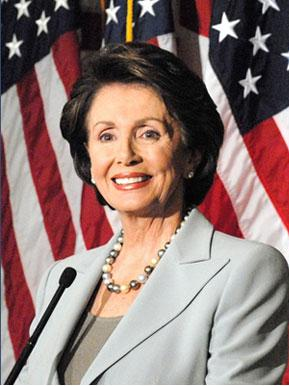
Nancy Pelosi della California è stata la prima donna a ricoprire l'incarico di presidente della Camera dei rappresentanti

Sul versante interno, lo scandalo emerso a seguito della frode finanziaria commessa dalla Enron Corporation e da altre società, i Democratici al Congresso spinsero per una riforma delle regole di revisione della contabilità aziendale con l'intenzione di prevenire ulteriori frodi contabili. Tale obiettivo portò, nel 2002, al provvedimento bipartisan Sarbanes-Oxley Act. Nello stesso periodo delle frodi, la crescente perdita di posti di lavoro e l'ondata di fallimenti societari spinse i Democratici a condurre campagne elettorali e mediatiche incentrate sulla questione della ripresa economica. Tali sforzi però non raccolsero il consenso della popolazione perché, nelle mid term del 2002, i Democratici persero alcuni seggi alla Camera dei Rappresentanti degli Stati Uniti e tre seggi al Senato (la Georgia, dove venne spodestato Max Cleland, il Minnesota, quando morto il senatore Paul Wellstone, l'ex vicepresidente Walter Mondale, candidato democratico al seggio, perse le elezioni e il Missouri, con la sconfitta di Jean Carnahan). Alle elezioni del 2002, i Democratici ottennero la vittoria nella corsa a governatore in New Mexico (dove è stato eletto Bill Richardson), in Arizona ( Janet Napolitano ), in Michigan (Jennifer Granholm) e nel Wyoming (Dave Freudenthal). Per contro i candidati governatori democratici persero in Carolina del Sud (Jim Hodges), in Alabama (Don Siegelman) e, per la prima volta in più di un secolo, in Georgia (Roy Barnes). Il risultato elettorale innescò un nuovo significativo dibattito sul restringimento della base del partito. La ricerca delle ragioni di un indebolimento così severo fu poi rafforzata dalla sconfitta, nel 2003, dell'impopolare governatore democratico della California Gray Davis da parte del candidato repubblicano, Arnold Schwarzenegger. Alla fine del 2003, i quattro stati più popolosi di tutta l'unione avevano governatori repubblicani: California, Texas, New York e Florida.

### Elezioni del 2004
La campagna per le presidenziali del 2004 iniziò già nel dicembre 2002, quando Gore annunciò la sua decisione di candidarsi. Howard Dean, ex governatore del Vermont e oppositore della guerra in Iraq, all'inizio era il favorito. Un'insolita gaffe divenuta famosa come "Dean Scream" e la successiva copertura mediatica negativa affossarono la sua candidatura. La nomination fu così ottenuta dal senatore del Massachusetts, John Kerry, un centrista con un forte sostegno da parte del Democratic Leadership Council. I democratici si compattarono nell'attacco alla guerra di Bush in Iraq, ma Kerry perse con un margine di 3 milioni di voti su 120 milioni di voti e il partito perse quattro seggi al Senato. Dopo le elezioni del 2004, i Democratici avevano solo 44 senatori, il minimo dagli anni '20. L'unico punto luminoso fu la vittoria di Barack Obama in Illinois.
Dopo le elezioni del 2004, eminenti esponenti democratici iniziarono a ripensare la direzione del partito. Alcuni proposero di spostarsi verso destra per riconquistare seggi alla Camera e al Senato e incrementare le possibilità di vittoria per la presidenza nel 2008, mentre altri chiesero un riallineamento del partito a sinistra con l'obiettivo di una più forte opposizione alle politiche di maggioranza. Un argomento di profondo dibattito sono state le politiche del partito relativamente ai diritti riproduttivi. Nel suo saggio "Qual è il problema con il Kansas?", il commentatore Thomas Frank sostenne che i Democratici dovevano tornare a fare campagna sul populismo economico, allontanandosi dai temi culturali più divisivi, o esplosivi, quali aborto e matrimoni tra persone dello stesso sesso

### Howard Dean e la strategia dei cinquanta stati (2005-2007)
Questo dibattito si ripercosse nella campagna del 2005 per il presidente del Comitato nazionale democratico, che Howard Dean vinse tra lo scetticismo di molti addetti ai lavori. Dean cercò quindi di allontanare la strategia democratica dall'establishment e rafforzare il sostegno alle organizzazioni statali del partito, anche negli stati rossi, vale a dire, gli stati in cui erano soliti a preferire i candidati repubblicani (la cosiddetta "strategia dei cinquanta stati" per la quale era essenziale crescere in tutti gli stati, senza cedere in quelli considerati "perdenti").
Quando si riunì il 109º Congresso degli Stati Uniti d'America, Harry Reid, il nuovo leader della minoranza al Senato, si spese per convincere i senatori democratici a votare in modo più coeso su questioni importanti e per costringere i repubblicani ad abbandonare la loro spinta per la privatizzazione della previdenza sociale.
Gli scandali che coinvolsero il lobbista Jack Abramoff ed i politici repubblicani Duke Cunningham, Tom DeLay, Mark Foley e Bob Taft, aiutarono i Democratici contro i Repubblicani durante la campagna elettorale del 2006, coniando lo slogan "Cultura della corruzione". A questi fenomeni criminali, si affiancarono una pubblica opinione negativa circa la guerra in Iraq, la diffusa insoddisfazione per l'aumento vertiginoso del deficit federale e la poco accorta e capace gestione dell'uragano Katrina che trascinarono al ribasso gli indici di gradimento del presidente Bush.
Il risultato di questi aspetti negativi della gestione repubblicana si tradussero in un deciso guadagno nelle elezioni di medio termine del 2006 per il Partito Democratico che, dopo questa tornata elettorale, tornò a controllare entrambe le camere del Congresso. Anche nelle elezioni per i governatori, i Democratici passarono a controllare una maggioranza di stati, dalla minoranza precedente e guadagni furono raccolti anche in varie legislature statali, dando così ai Democratici il controllo di una pluralità di esse a livello nazionale. Nessun candidato democratico in carica fu sconfitto e nessun seggio tenuto dai democratici fu perso nelle corse più importanti. Sia i candidati conservatori che quelli populisti hanno fatto bene. Gli exit poll suggerirono che la corruzione fosse una questione chiave per molti elettori. Nancy Pelosi fu eletta prima donna portavoce della Camera e immediatamente spinse per l'approvazione del Piano delle 100 ore e di otto nuovi programmi liberali.

### Elezioni presidenziali del 2008
Le primarie presidenziali democratiche del 2008 si ridussero ad una corsa fra due candidati: il senatore dell'Illinois, Barack Obama, e quello di New York, Hillary Clinton. Entrambi rappresentavano una grande novità perché, prima di loro, nessun candidato afroamericano o donna aveva ottenuto la nomina di uno dei due maggiori partiti. Il senatore Obama emerse come l'esponente più gradito e, con la ratifica ufficiale alla Convenzione Nazionale Democratica del 2008, venne nominato candidato del partito Democratico. Il partito Repubblicano, per parte sua, data l'inidoneità alla nomina del presidente uscente ed il vicepresidente Dick Cheney disinteressato alla nomina, candidò il senatore dell'Arizona, John McCain.
La maggior parte dei sondaggi relativi alle elezioni presidenziali del 2008, mostrarono una corsa serrata tra Obama e John McCain, tuttavia, Obama ottenne un piccolo, ma crescente vantaggio su McCain sulla scia della crisi di liquidità del settembre 2008.
Il 4 novembre, Obama sconfisse McCain con un margine significativo e il partito ottenne ulteriori guadagni sia al Senato che alla Camera, aggiungendoli ai seggi già conquistati nel 2006.

## Presidenza di Barack Obama (2009-2017)

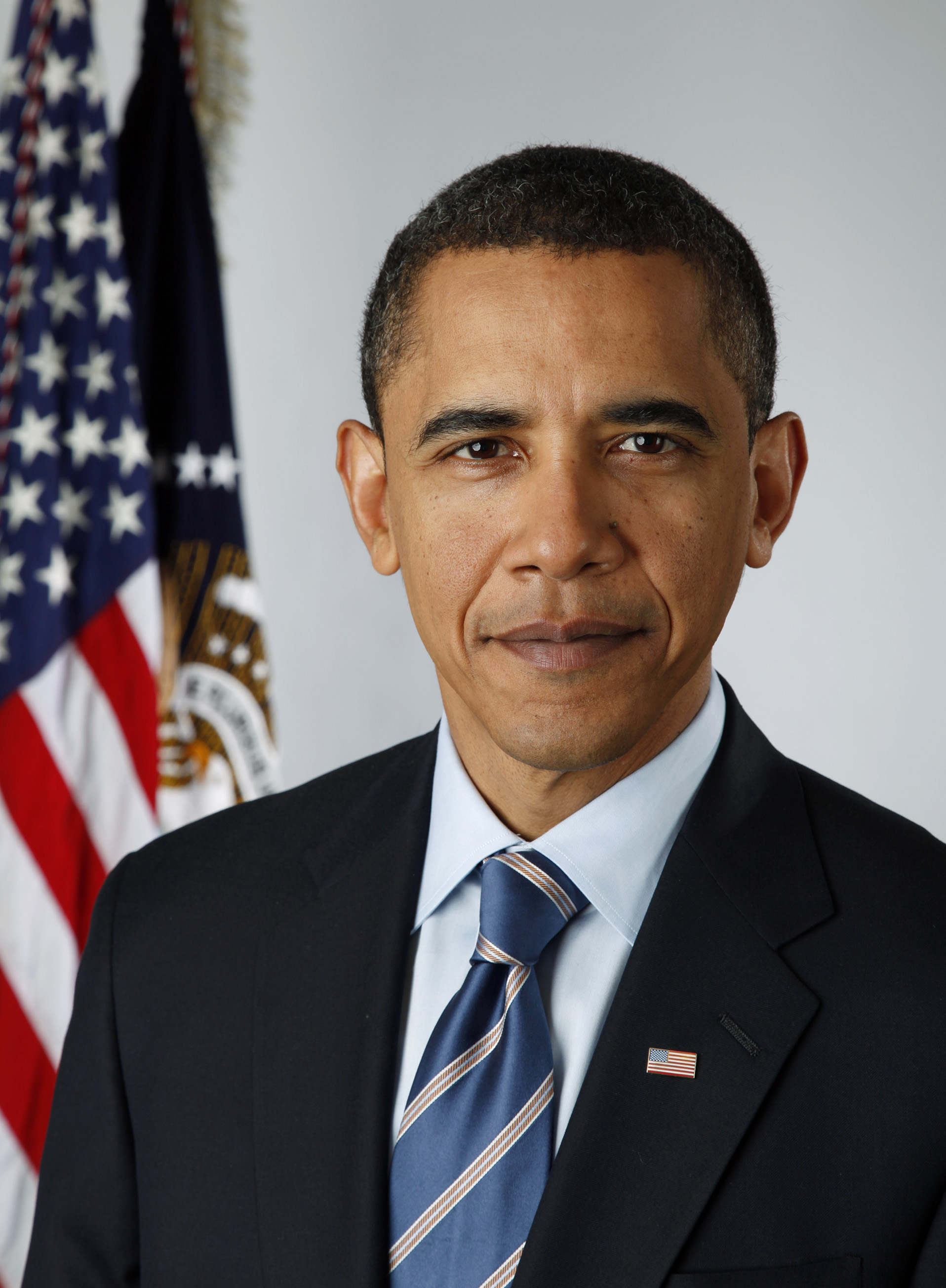
Il 4 novembre 2008, viene eletto Barack Obama, il primo presidente degli Stati Uniti afroamericano

Il 20 gennaio 2009, Obama si insediò come 44º presidente degli Stati Uniti, con una cerimonia alla quale parteciparono quasi 2 milioni di persone, il più grande numero di spettatori mai raggiunto dalla cerimonia di insediamento di un nuovo presidente. Quello stesso giorno a Washington, i leader dei rappresentanti repubblicani si sono incontrati per quattro ore in una riunione riservata, per discutere il futuro del Partito Repubblicano durante l'amministrazione Obama.
Uno dei primi atti dell'amministrazione Obama dopo l'insediamento fu un ordine di sospensione, firmato dal capo di stato maggiore Rahm Emanuel, che bloccò tutti i regolamenti federali pendenti proposti dal presidente uscente George W. Bush, in modo che potessero essere rivisti. L'iniziativa risultava in linea con quella presa dall'amministrazione Bush successe a quella di Bill Clinton, che nei suoi ultimi 20 giorni in carica, pubblicò 12 ordini esecutivi. Nella sua prima settimana, Obama stabilì la produzione di un discorso video settimanale del sabato mattina disponibile sul sito ufficiale della Casa Bianca, Whitehouse.gov, e YouTube, proprio come quelli rilasciati durante il periodo di transizione. Tale mossa venne subito paragonata alle "chiacchiere al caminetto" di Franklin Delano Roosevelt e ai discorsi radiofonici settimanali di George W. Bush.
Durante i suoi primi 100 giorni alla Casa Bianca, il presidente Obama firmò i seguenti atti significativi: Lilly Ledbetter Fair Pay Act, Children's Health Insurance Reauthorization Act e American Recovery and Reinvestment Act. Inoltre, nello stesso lasso di tempo, la presidenza di Obama invertì alcune delle politiche più significative della precedente amministrazione Bush, sostenendo la dichiarazione delle Nazioni Unite sull'orientamento sessuale e l'identità di genere, allentando l'applicazione delle leggi sulla cannabis e revocando il divieto di 7 anni e mezzo sui finanziamenti federali per le ricerche sulle cellule staminali embrionali. Obama, con l'ordine esecutivo n. 13492, del 22 gennaio 2009, ordinò la chiusura del campo di detenzione di Guantanamo Bay, che però rimase attivo per tutta la sua presidenza. Inoltre, il nuovo Presidente revocò alcune restrizioni sui viaggi ed i trasferimenti di denaro a Cuba, pose fine alla politica che bloccava il finanziamento federale per le organizzazioni non governative (ONG) che fornivano supporto operativo, legale o di altro genere sull'aborto (cosiddetta "Mexico City Policy") e firmò un ordine che richiedeva, come guida per gli interrogatori terroristici, l'uso del Manuale da campo dell'esercito che vieta torture come il waterboarding.
Con l'obiettivo di frenare la corruzione che aveva segnato il decennio, Obama annunciò norme più severe per quanto riguarda i lobbisti, nel tentativo di elevare gli standard etici della Casa Bianca. Le nuove linee guida vietarono ai collaboratori che lasciavano lo staff presidenziale di tentare di influenzare l'amministrazione, almeno nei due anni successivi all'abbandono dell'incarico. Vietò inoltre allo staff presidenziale di lavorare su questioni per le quali avevano precedentemente esercitato pressioni o di rivolgersi ad agenzie federali con cui erano entrati in contatto in precedenza, in qualità di lobbisti. Il divieto includeva anche fare regali. Tuttavia, il nuovo presidente non si astenne dal nominare William J. Lynn III - un lobbista per conto di Raytheon, società con molti contratti di appalto federali nel settore bellico - per la carica di vice segretario alla difesa. D'altra parte, Obama successivamente nominò William Corr, un lobbista anti-tabacco, vice segretario alla salute e ai servizi umani.
Durante l'inizio della presidenza Obama raccolse sempre maggiori consensi il Tea Party, un movimento conservatore che iniziò ad influenzare pesantemente il Partito Repubblicano, spostandolo ulteriormente a destra e rendendolo sempre più ideologicamente vicino ai propri ideali. Il 18 febbraio 2009, Obama annunciò il rafforzamento della presenza militare statunitense in Afghanistan con 17.000 nuove truppe entro l'estate. L'annuncio seguì la raccomandazione di diversi esperti, tra cui il segretario alla Difesa Robert Gates, di dispiegare truppe aggiuntive nel paese dilaniato dai conflitti. Il 27 febbraio 2009, Obama si è rivolto ai marines a Camp Lejeune, nella Carolina del Nord, delineando una strategia di uscita dalla guerra in Iraq. Obama promise di ritirare tutte le truppe da combattimento dall'Iraq entro il 31 agosto 2010, lasciando una "forza di transizione" di massimo 50.000 unità antiterrorismo, per consulenza, addestramento e supporto fino alla fine del 2011.
Obama firmò anche due memorandum presidenziali sull'indipendenza energetica, ordinando al Dipartimento dei trasporti di stabilire più elevati standard di efficienza del carburante, prima che i modelli del 2011 vengano rilasciati e consentendo agli stati di aumentare i propri standard di emissione al di sopra dello standard nazionale. A causa della crisi economica, il presidente congelò gli stipendi del personale senior della Casa Bianca oltre i 100.000 $ annui. Tale mossa interessò circa 120 membri dello staff e permise un risparmio di circa $ 443.000. Il 10 marzo 2009, in un incontro con la New Democrat Coalition, Obama disse loro di essere un "Nuovo Democratico", un "Democratico favorevole alla crescita", un "sostenitore del commercio libero ed equo" e "molto preoccupato per un ritorno al protezionismo ".
Il 26 maggio 2009, il presidente Obama nominò Sonia Sotomayor quale giudice associato della Corte suprema degli Stati Uniti. La nomina fu confermata dal Senato e rese il giudice Sotomayor il più alto funzionario governativo di origine portoricana di sempre. Il 1 luglio 2009, il presidente Obama ha firmato il Comprehensive Iran Sanctions, Accountability, and Disinvestment Act, volto ad incrementare le sanzioni contro l'Iran. Dopo un contenzioso durato alcuni mesi con il proprio avversario, il 7 luglio 2009, Al Franken riuscì a prestare giuramento come senatore per lo stato del Minnesota, permettendo così ai Democratici di superare la soglia dei 60 voti, utile per superare l'ostruzionismo nel Senato.
Il 28 ottobre 2009, Obama firmò il National Defense Authorization Act for Fiscal Year 2010, in cui era incluso anche il Matthew Shepard e James Byrd Jr. Hate Crimes Prevention Act che ampliava le leggi federali sui crimini d'odio con l'obiettivo di includere l'orientamento sessuale, l'identità di genere e la disabilità. Il 21 gennaio 2010, con una decisione 5-4 sul caso Citizens United v. Commissione elettorale federale, la Corte Suprema si è pronunciata contro le norme che consentivano al governo di limitare le donazioni politiche di aziende, organizzazioni senza scopo di lucro e sindacati. Con il giuramento formulato il 4 febbraio 2010, il repubblicano Scott Brown si insediava quale Senatore per il Massachusetts (il primo repubblicano per questo dal 1972), ponendo così fine alla soglia dei 60 voti dei Democratici necessaria per superare le pratiche ostruzionistiche al Senato.
Il 23 marzo 2010, il presidente Obama ha firmato i due provvedimenti che hanno reso storica la sua presidenza, il Patient Protection and Affordable Care Act ed il Health Care and Education Reconciliation Act, che rappresentano la revisione normativa più significativa del sistema sanitario statunitense dall'approvazione, nel 1965, di Medicare e Medicaid. Successivamente, il 10 maggio 2010, il presidente Obama nominò Elena Kagan quale Giudice associato della Corte Suprema degli Stati Uniti, la nomina venne poi confermata, il 5 agosto, dal Senato con un voto di 63 favorevoli e 37 contrari, permettendo così al giudice Kagan di giurare il 7 agosto 2010 dal giudice capo John Roberts. Il 21 luglio 2010, il presidente Obama ha firmato il Dodd-Frank Wall Street Reform and Consumer Protection Act.
Il 19 agosto 2010 l'ultima brigata da combattimento americana 4ª brigata Stryker, 2ª divisione di fanteria presente in Iraq si ritira. In un discorso allo Studio Ovale il 31 agosto 2010, Obama ha dichiarato: "[L] a missione di combattimento americana in Iraq è terminata. L'Operazione Iraqi Freedom è finita, e il popolo iracheno ha ora la responsabilità principale per la sicurezza del proprio paese". Da quel momento rimasero nel paese mediorientale circa 50.000 soldati americani con ruolo consultivo nell'ambito dell'"Operazione New Dawn" che, protrattasi fino alla fine del 2011, è stata l'ultima campagna di guerra pianificata dagli Stati Uniti. L'esercito americano ha continuato ad addestrare e consigliare le forze irachene, oltre a partecipare al combattimento al loro fianco.
Il 2 novembre 2010, alle elezioni di medio mandato 
del 2010, il Partito Democratico ha subito una sconfitta abbastanza netta, perdendo sei seggi al Senato e 63 alla Camera. In conseguenza di questi esiti, il controllo della Camera dei Rappresentanti è passato al Partito Repubblicano. Anche nelle competizioni statali i Democratici hanno perso sei governatori e 680 seggi nelle singole legislature statali, perdendo il controllo del Senato in sette stati e di 13 Camere statali. Questa è stata la peggiore prestazione del Partito Democratico in un'elezione nazionale dalle elezioni del 1946. La Blue Dog Coalition alla Camera è passata da 54 membri del 2008 a 26 membri nel 2011, causando la metà delle sconfitte democratiche durante le elezioni di Mid term. Questa è stata la prima elezione nazionale in cui Democratici e Repubblicani hanno utilizzato i Super PAC. Molti commentatori hanno attribuito il successo elettorale del Partito Repubblicano del 2010 alla spesa elettorale dei Super PAC conservatori, al movimento Tea Party, alla sfiducia verso Obama, all'incapacità di quest'ultimo di mobilitare la coalizione che lo aveva sostenuto e, più in generale, al fallimento del presidente nel mettere in atto molti delle sue promesse elettorali progressiste e liberali.
Il 1 ° dicembre 2010, Obama ha annunciato all'Accademia militare degli Stati Uniti a West Point che gli Stati Uniti avrebbero inviato una truppa di altre 30.000 unità in Afghanistan. Le organizzazioni contro la guerra hanno reagito alla notizia con estrema rapidità, avviando proteste in città di tutti gli Stati Uniti già il 2 dicembre. Molti manifestanti hanno paragonato la decisione di schierare più truppe in Afghanistan, all'espansione della guerra del Vietnam sotto l'amministrazione Johnson.
Durante il 111º Congresso degli Stati Uniti, il presidente Obama, frenato da una maggioranza contraria (c.d. "anatra zoppa") ha firmato significativi provvedimenti legislativi: il Tax Relief, Unemployment Insurance Reauthorization, and Job Creation Act, il Don't Ask, Don't Tell Repeal Act, il James Zadroga 9/11 Health and Compensation Act, il Shark Conservation Act e il FDA Food Safety Modernization Act. Il 18 dicembre 2010 è iniziata la Primavera Araba. Il 22 dicembre 2010, il Senato degli Stati Uniti ha dato il suo consenso alla ratifica dell'accordo New START con un voto di 71 a 26. Il 111º Congresso degli Stati Uniti è stato considerato uno dei più produttivi della storia in termini di legislazione approvata dal 89º Congresso, durante la presidenza di Lyndon Johnson e il suo programma della Grande Società.
Il 23 febbraio 2011, il procuratore generale degli Stati Uniti, Eric Holder, annunciò che il governo degli Stati Uniti non avrebbe più sostenuto, nei tribunali federali, il Defense of Marriage Act, il provvedimento contro i matrimoni tra persone dello stesso sesso. In risposta alla prima guerra civile libica, il segretario di Stato, Hillary Clinton, si è unito all'ambasciatore delle Nazioni Unite, Susan Rice, e al direttore dell'Ufficio multilaterale e dei diritti umani, Samantha Power, per guidare l'aggressiva squadra diplomatica che ha convinto il presidente Obama a dare il proprio assenso all'intervento militare in Libia iniziato il 19 marzo 2011 con attacchi aerei contro il governo libico.
Tra le file del Partito Democratico la reazione all'intervento americano in Libia fu ambivalente, contando alcuni Rappresentanti e Senatori contrari, quali Dennis Kucinich, Jim Webb, Raul Grijalva, Mike Honda, Lynn Woolsey e Barbara Lee. Il Congressional Progressive Caucus (CPC), un'organizzazione di democratici progressisti, assunse una posizione ambigua affermando che gli Stati Uniti avrebbero dovuto concludere al più presto la loro campagna contro le difese aeree libiche. D'altra parte l'azione militare poté contare sul sostegno di importanti esponenti del Partito Democratico, fra i quali l'ex presidente Bill Clinton, i senatori Carl Levin, Dick Durbin, Jack Reed e John Kerry (candidato alla Casa Bianca nel 2004), la leader della minoranza alla Camera dei Rappresentanti, Nancy Pelosi, il consigliere legale del Dipartimento di Stato Harold Hongju Koh ed il giornalista Ed Schultz.
Il 5 aprile 2011, il vicepresidente Joe Biden annunciò che il presidente Obama aveva scelto Debbie Wasserman Schultz quale successore del presidente del Comitato nazionale democratico, Tim Kaine. Il 26 maggio 2011, il presidente firmò il PATRIOT Sunsets Extension Act, che venne aspramente criticato da alcuni membri del Partito Democratico giudicandolo una violazione delle libertà civili e in stretta continuazione con gli atti dell'amministrazione di George W. Bush. I Democratici alla Camera si opposero strenuamente al PATRIOT Sunsets Extension Act, mentre quelli al Senato furono leggermente favorevoli.
Il 21 ottobre 2011, in una sorta di continuazione delle politiche di sostegno agli accordi di libero scambio della presidenza Clinton, il presidente Obama promulgò tre accordi commerciali con altrettanti stati: Repubblica di Corea (accordo di libero scambio fra gli Stati Uniti e la Repubblica di Corea, KORUS FTA), Panama (Panama–United States Trade Promotion Agreement) e Colombia (United States-Colombia Trade Promotion Agreement, CTPA). Come per altri atti legislativi della presidenza Obama, alla Camera dei rappresentanti, i democratici si sono ampiamente opposti a questi accordi, mentre al Senato erano divisi.
Il 5 maggio 2012, durante il programma settimanale Meet the Press, rispondendo ad una specifica domanda circa le sue opinioni sul matrimonio tra persone dello stesso sesso, il Vicepresidente Biden ha dichiarato di sostenere il matrimonio egualitario. Il 9 maggio 2012 - il giorno successivo all'approvazione degli elettori all'emendamento 1 della Costituzione della Carolina del Nord, che proibiva il matrimonio tra persone dello stesso sesso in quello Stato - il presidente Obama è diventato il primo presidente degli Stati Uniti in carica a pronunciarsi esplicitamente a favore del matrimonio tra persone dello stesso sesso.
La piattaforma programmatica del Partito Democratico per la rielezione di Obama conteneva oltre 26.000 parole e includeva la sua posizione su numerose questioni nazionali. Per quanto riguardava la sicurezza, prometteva "un impegno incrollabile per la sicurezza di Israele ", affermando altresì che il partito avrebbe cercato di impedire all'Iran di acquisire un'arma nucleare. Nella piattaforma si sosteneva un esercito forte, ma, considerato il contesto fiscale del momento, le decisioni sulla riduzione del deficit di bilancio avrebbero dovuto includere la spesa per la difesa. Sulle questioni sociali il programma per la rielezione sosteneva il diritto all'aborto, il matrimonio tra persone dello stesso sesso e aggiungeva anche il forte impegno per "attuare una riforma globale dell'immigrazione". Dal punto di vista economico la piattaforma prospettava di estendere gli sgravi fiscali per le famiglie con redditi inferiori ai $ 250.000, promettendo anche di non aumentare le tasse. All'interno della piattaforma erano anche contenute lusimghiere valutazioni al Patient Protection and Affordable Care Act (il cosiddetto "Obamacare", termine però mai utilizzato nel testo della piattaforma), opponendosi fermamente a qualsiasi tentativo di privatizzare Medicare. In tema di finanziamento della politica e delle materie ad esso correlate, la piattaforma di Obama per le elezioni del 2012 attaccava la decisione presa dalla Corte Suprema nel 2010, Citizens United v. Commissione elettorale federale, che permetteva una spesa elettorale maggiore, richiedendo anche "un'immediata azioni atta a frenare l'influenza di lobbisti e altri portatori di interessi personali sulle nostre istituzioni politiche".
La 112ª legislatura del Congresso si caratterizzò per intense trattative tra le due parti per l'approvazione del bilancio federale. I democratici decisero di combattere le richieste repubblicane di riduzione della spesa e nessun aumento delle tasse e minacciarono lo shut down nell'aprile 2011 alimentando successivamente i timori che gli Stati Uniti sarebbero potuti risultare inadempienti sul proprio debito. I continui tagli al budget ebbero ripercussioni a livello statale, dove i sindacati del settore pubblico, naturale e cruciale bacino elettorale democratico, si spesero per contrastare gli sforzi repubblicani tesi a limitare i loro poteri di contrattazione collettiva, al fine di risparmiare denaro e ridurre il potere sindacale. Tutto ciò portò a proteste da parte dei dipendenti del settore pubblico e "scioperi" da parte di rappresentanti democratici in alcuni stati, come il Wisconsin e l'Ohio. Il "movimento Occupy" del 2011 - una campagna di sinistra per una leadership economica più responsabile - non riuscì ad avere l'impatto sulla leadership e sulla politica del Partito Democratico, come accaduto al Tea Party in campo repubblicano. La leadership del movimento si è rivelata inefficace e Occupy è svanito, lasciando tuttavia alcuni echi nella campagna per la nomination presidenziali del senatore Bernie Sanders nel 2015-2016.
I conservatori criticarono Obama per risposte giudicate "passive" a crisi internazionali, come le proteste iraniane del 2009 e la rivoluzione egiziana del 2011. Sul versante opposto gli attivisti liberali e democratici si opposero alle decisioni del presidente di inviare truppe di rinforzo in Afghanistan, riprendere le pratiche militari per i sospetti terroristi nel campo di detenzione di Guantanamo Bay e contribuire al rafforzamento di una no-fly zone durante la guerra civile in Libia. Le richieste dei pacifisti furono accolte da Obama quando mantenne la promessa formulata in campagna elettorale di ritirare le truppe da combattimento dall'Iraq.
Le elezioni del 2012 si caratterizzarono per una spesa molto elevata, soprattutto in pubblicità televisive negative in una decina di stati giudicati critici. Nonostante la ripresa economica fosse debole e accompagnata da un alto tasso di disoccupazione, Obama riuscì a coagulare nuovamente con successo la sua coalizione elettorale composta da giovani, neri, ispanici e donne. Tutti gli stati che lo avevano scelto nel 2008 rivotarono per il presidente, tranne Indiana e North Carolina. Le presidenziali del 2012 confermarono che i Democratici erano capaci di raccogliere più voti popolari in tutte le elezioni presidenziali dopo il 1988, ad eccezione del 2004. Per contro, Obama e i Democratici passarono al GOP il controllo del Senato nelle elezioni di medio mandato del 2014, perdendo nove seggi a cui vanno aggiunti anche i 13 Rappresentanti in meno alla Camera.

### Elezioni americane del 2016

#### Primarie presidenziali del Partito Democratico nel 2016
L'ex segretario di Stato Hillary Clinton e il senatore Bernie Sanders durante le primarie del 2016.
I sondaggi nazionali effettuati tra il 2013 e l'estate del 2015 mostrarono che Hillary Clinton aveva un vantaggio schiacciante su tutti i suoi potenziali antagonisti. Il suo principale sfidante era il senatore indipendente del Vermont, Bernie Sanders, i cui sostenitori diventarono sempre di più poiché attirò su di sé il consenso di molti democratici sotto i 40 anni. La netta divisione tra i due candidati è stata interpretata come un conflitto tra l'establishment politico, Clinton, e un outsider, Sanders. Hilary Clinton ha ricevuto l'approvazione dalla stragrande maggioranza degli eletti e degli esponenti di partito. La base elettorale della Clinton durante le primarie era costituita da donne, afroamericani, latinoamericani, minoranze sessuali, moderati ed elettori più anziani, mentre quella di Sanders includeva gli elettori più giovani, con età inferiore ai 40 anni, e quelli più profondamente progressisti.

##### Differenze ideologiche
Le differenze ideologiche tra i due candidati rappresentavano e riflettevano quelle all'interno del Partito Democratico nel suo insieme. Clinton si allineò con i New Democrats che era stata la fazione ideologica dominante durante le presidenze di Bill Clinton, George W. Bush e Barack Obama. Bernie Sanders, che rimase indipendente al Senato anche durante le primarie (nonostante si stesse candidando alla presidenza come democratico), autodefinitosi socialista democratico, rappresentava l'ala più nettamente progressista del Partito Democratico, che comprende politici più radicali, come Ed Markey, Alessandria Ocasio-Cortez, Ilhan Omar, Rashida Tlaib e Elizabeth Warren.
Durante le primarie, Sanders attaccò la Clinton per i suoi legami con Wall Street e il suo precedente sostegno a provvedimenti controversi come il Defence of Marriage Act, nonché agli accordi commerciali come il Trans-Pacific Partnership, il North American Free Trade Agreement, o ad interventi non rispettosi dell'ambiente quali il Keystone Pipeline, e, ovviamente, criticò l'appoggio all'intervento militare in Libia e alla Guerra in Iraq. Da parte sua, la Clinton rispondeva stigmatizzando Sanders per aver votato contro il Brady Handgun Violence Prevention Act per un maggiore controllo nella vendita delle armi da fuoco ed a favore del Protection of Lawful Commerce in Arms Act che tutelava i produttori e i rivenditori di armi da fuoco da eventuali conseguenze legali in caso di omicidi o altre azioni illecite causati dai loro prodotti e avversando il Comprehensive Immigration Reform Act del 2007, che avrebbe permesso la regolarizzazione di un significativo numero di immigrati. Durante la propria campagna elettorale, spinta dal consenso di Sanders, la Clinton si spostò a sinistra, adottando posizioni più radicali su alcuni dei temi del suo antagonista, ad esempio sul commercio e le tasse universitarie. Ottenuta la nomina del partito, la Clinton appariva favorita alla vittoria nei sondaggi, ma conquisto il voto popolare per solo un 2% in più di Donald Trump, suo avversario repubblicano, e, soprattutto, perse nel Collegio elettorale.

## Presidenza di Donald Trump (2017-2021)

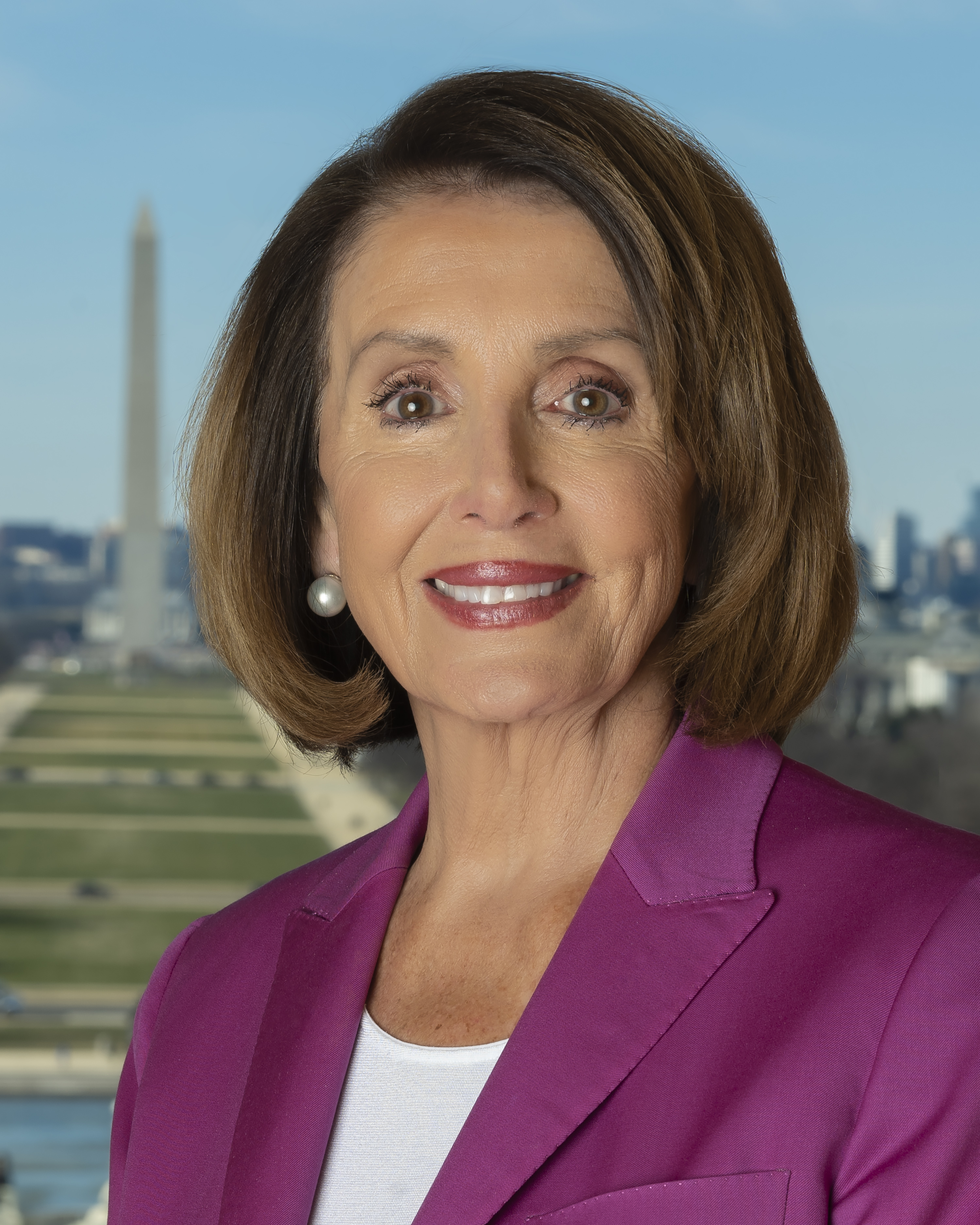
Durante il suo secondo mandato come presidente della Camera (2019-2023), Nancy Pelosi criticò in modo forte ed esplicito il presidente Trump.

### Iniziative
Il 12 gennaio 2017 è stato creato il National Democratic Redistricting Committee, organizzazione affiliata al Partito Democratico focalizzata sulla riorganizzazione dei distretti elettorali. Il presidente del comitato direttivo, è Eric Holder, 82º procuratore generale degli Stati Uniti. Il presidente Obama ha detto che sarebbe stato coinvolto con il comitato.
Il 17 gennaio 2017, Third Way, un think tank di politica pubblica, ha lanciato New Blue, una campagna da 20 milioni di dollari per approfondire gli errori commessi e colmare le lacune evidenziate dal partito nelle elezioni del 2016, offrendo elementi di supporti per aiutare i democratici a ristabilire il legame con gli elettori che hanno abbandonato il partito. Il denaro speso per condurre ricerche approfondite, rapporti e sondaggi negli stati della Rust Belt che un tempo formavano il più consistente bacino elettorale del partito Democratico, ma che, nel 2016, hanno votato per un candidato repubblicano e ideologicamente lontano, come Donald Trump. Molti esponenti dell'ala progressista hanno criticato questo misura bollandola come il disperato tentativo dell'establishment del partito di mantenere la leadership.
Il 15 maggio 2017, Hillary Clinton ha lanciato Onward Together, un'associazione senza scopo di lucro, con l'obiettivo di raccogliere fondi a favore della organizzazioni liberal, come Swing Left, Indivisible, Color of Change, Emerge America e Run for Something.

### Risposta all'amministrazione Donald Trump

#### Proteste
La cerimonia di insediamento di Donald Trump venne boicottata da 67 esponenti democratici della Camera dei rappresentanti degli Stati Uniti. Ad eccezione del secondo insediamento di Nixon - in cui si stimano assenze comprese tra gli 80 ed i 200 componenti democratici del Congresso - questo è stato il più grande boicottaggio da parte dei parlamentari degli Stati Uniti alla cerimonia di inaugurazione di una nuova presidenza.
La marcia delle donne del 2017 è stata una manifestazione di protesta di carattere nazionale e di larga scala a favore dei diritti delle donne e contro le politiche intraprese dall'amministrazione Trump. La marcia ha trovato molto consenso all'interno del Partito Democratico, inclusa la partecipazione di alcuni senatori in carica Booker, Duckworth, Harris, Sanders e Warren.
Le proteste razziali succedute alla morte di George Floyd e le altre proteste contro la brutalità della polizia sono state fortemente criticate ed osteggiate dall'amministrazione Trump, ma hanno trovato il supporto di molti esponenti democratici del Congresso.

#### Impeachment di Donald Trump
Nel 2019, la Camera dei Rappresentanti, a maggioranza democratica, ha avviato indagini per porre in stato di accusa il presidente Trump per la presunta coercizione perpetrata, bloccando fondi federali per spese militari, contro il presidente ucraino Volodymyr Zelenskyy, al fine di ottenere materiale politicamente sensibile contro Joe Biden. La Camera dei Rappresentanti si espresse a favore dell'impeachment di Trump, con la maggior parte dei democratici (3 soli contrari e 2 astenuti) che ha votato per entrambi i capi di accusa: abuso di potere ed ostacolo alle attività del Congresso. Successivamente alla decisione dei Rappresentanti, il processo contro il presidente Trump si è concluso con l'assoluzione da parte del Senato, controllato dai repubblicani, con un verdetto che ha visto tutti i senatori democratici a favore della colpevolezza.
Nel 2021, la Camera dei Rappresentanti, sempre a maggioranza democratica, si è nuovamente espressa a favore di ulteriore impeachment contro Trump per il suo coinvolgimento nell'attacco del 6 gennaio al Campidoglio degli Stati Uniti. Per questo secondo atto di accusa tutti i democratici hanno votato a favore. Nondimeno, il Senato, ancora controllato dai repubblicani, ha assolto Trump, nonostante il voto compatto di tutti i senatori democratici.

### 115º Congresso degli Stati Uniti
Dal 13 settembre 2017, 16 Senatori Democratici hanno co-sponsorizzato il Medicare for All Act, un provvedimento volto ad introdurre il pagamento della copertura sanitaria essenziale per tutti i cittadini americani da parte del governo federale. A partire dal 26 settembre 2017, 120 Rappresentanti democratici hanno co-sponsorizzato la proposta di legge. Tutto questo è stato inutile, poiché la maggioranza repubblicana si è assicurata che la minoranza democratica rimanesse impotente.

### 116º Congresso degli Stati Uniti
Nelle elezioni di medio termine del 2018, i Democratici hanno ottenuto, al netto delle perdite, 41 seggi alla Camera dei Rappresentanti, riconquistando così la maggioranza alla Camera. Il nuovo Congresso vedeva così il record di presenza femminile con 102 donne elette alla Camera dei Rappresentanti, di cui 90 del Partito Democratico. Nancy Pelosi è stata rieletta Speaker della Camera e Jim Clyburn è stato scelto come capogruppo della maggioranza. La maggioranza democratica alla Camera ha promesso di concentrarsi sull'assistenza sanitaria, sul diritto di voto e di effettuare, come sopra riportato, indagini sulla miriade di presunti scandali dell'amministrazione Trump. Inoltre, sulla scia del crescente sostegno ad un Green New Deal, si sono visti: un insieme di leggi, tasse e progetti atti a tentare di ridurre drasticamente le emissioni di carbonio e fornire agli americani molti posti di lavoro nell'ambito di tutte le fasi del processo teso a tale ambizioso obiettivo.

### Elezioni del 2020

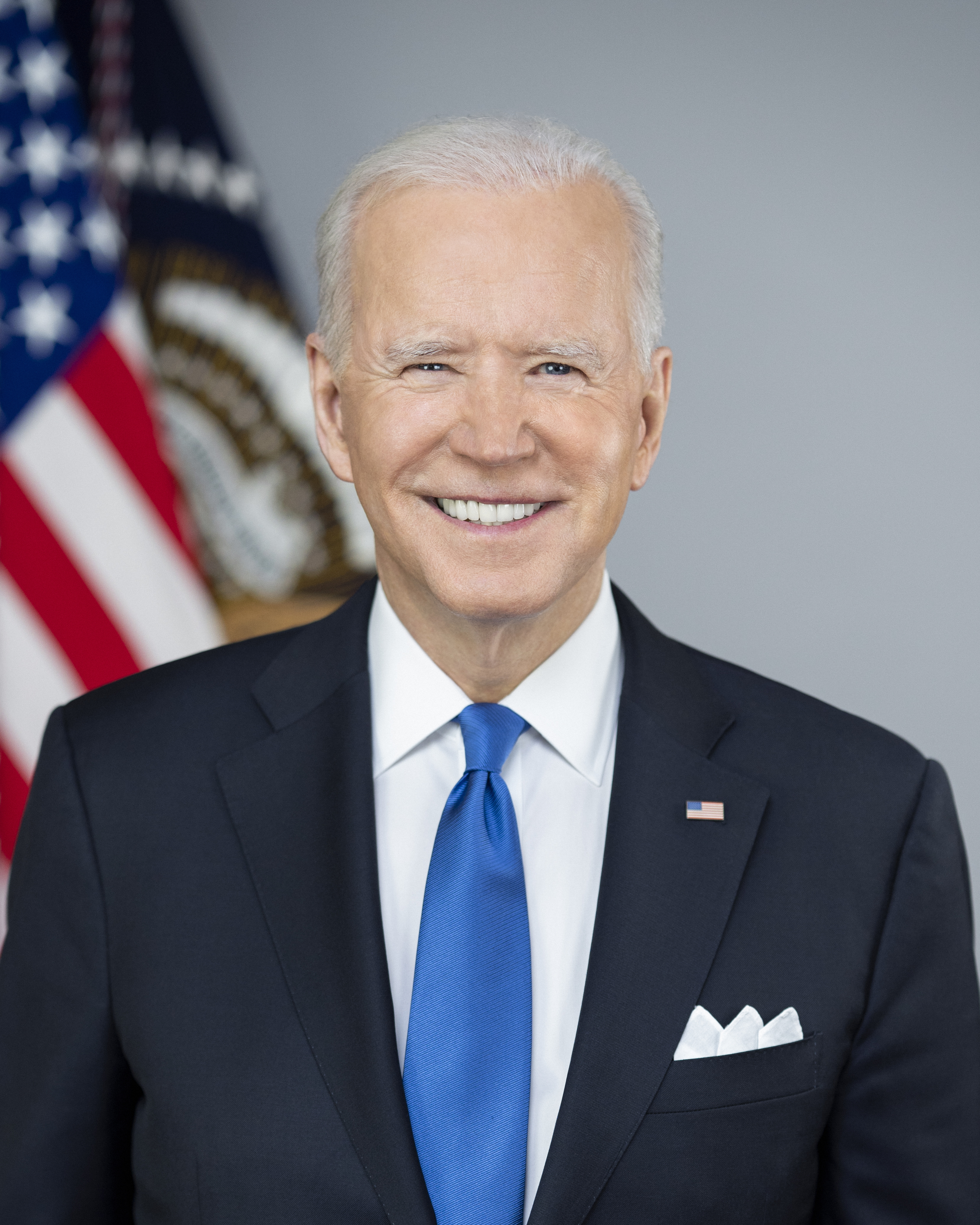
Joe Biden ha sconfitto il presidente uscente Donald Trump il 3 novembre 2020.

Le primarie democratiche del 2020 videro una partecipazione di candidati senza precedenti con 29 importanti esponenti del partito che parteciparono a quella che poi divenne progressivamente, dopo il Super Tuesday, una corsa a due tra il senatore Sanders e l'ex vicepresidente Biden, in una sorta di ripetizione delle primarie del 2016. Al contrario della precedente competizione, però la corsa tra i due contendenti non divenne mai aspra ed incerta, poiché il rafforzamento dei moderati all'interno del partito portò ad una serie di vittorie chiave negli stati indecisi e la pandemia globale COVID-19 permise a Biden di sconfiggere il suo rivale. Rappresentando il lato più centrista del partito, l'ex vicepresidente Biden si posizionò come un anziano statista pronto a guidare nei momenti di crisi che richiedevano una forte esperienza esecutiva. Biden promise la sconfitta di Trump.
Biden conquistò la nomina attraverso il supporto di una base elettorale composta da afroamericani, bianchi della provincia americana, ultracinquantenni e democratici conservatori, che si erano appena uniti al partito dopo aver lasciato il GOP in risposta alla prima presidenza di Donald Trump e allo stigma associato alle sue politiche. Il senatore Sanders guidò una coalizione altrettanto diversificata composta da latini, progressisti convinti ed elettori di tutte le razze, in prevalenza sotto i 50 anni. Altri candidati importanti furono Elizabeth Warren, Michael Bloomberg, Pete Buttigieg e Amy Klobuchar. Durante tutta la campagna elettorale, Biden dimostrò avere un vantaggio significativo in tutti i sondaggi.
Il 3 novembre 2020, Joe Biden sconfisse il presidente in carica Donald Trump, con un risultato di 306-232 nel collegio elettorale. La vittoria di Biden fu la prima di uno sfidante del presidente in carica, sin dalla sconfitta di George H.W. Bush nel 1992. Kamala Harris, candidata con Biden nel ticket presidenziale, fu la prima donna, nonché la prima persona di origini africane e dell'Asia meridionale, a diventare vicepresidente. Al Congresso, i Democratici mantennero la maggioranza alla Camera e riconquistarono la maggioranza al Senato degli Stati Uniti,, portando quindi il Partito Democratico ad una vittoria piena con il controllo simultaneo di Camera, Senato e Presidenza per la prima volta dal 2011.

## Presidenza di Joe Biden (2021-2025)

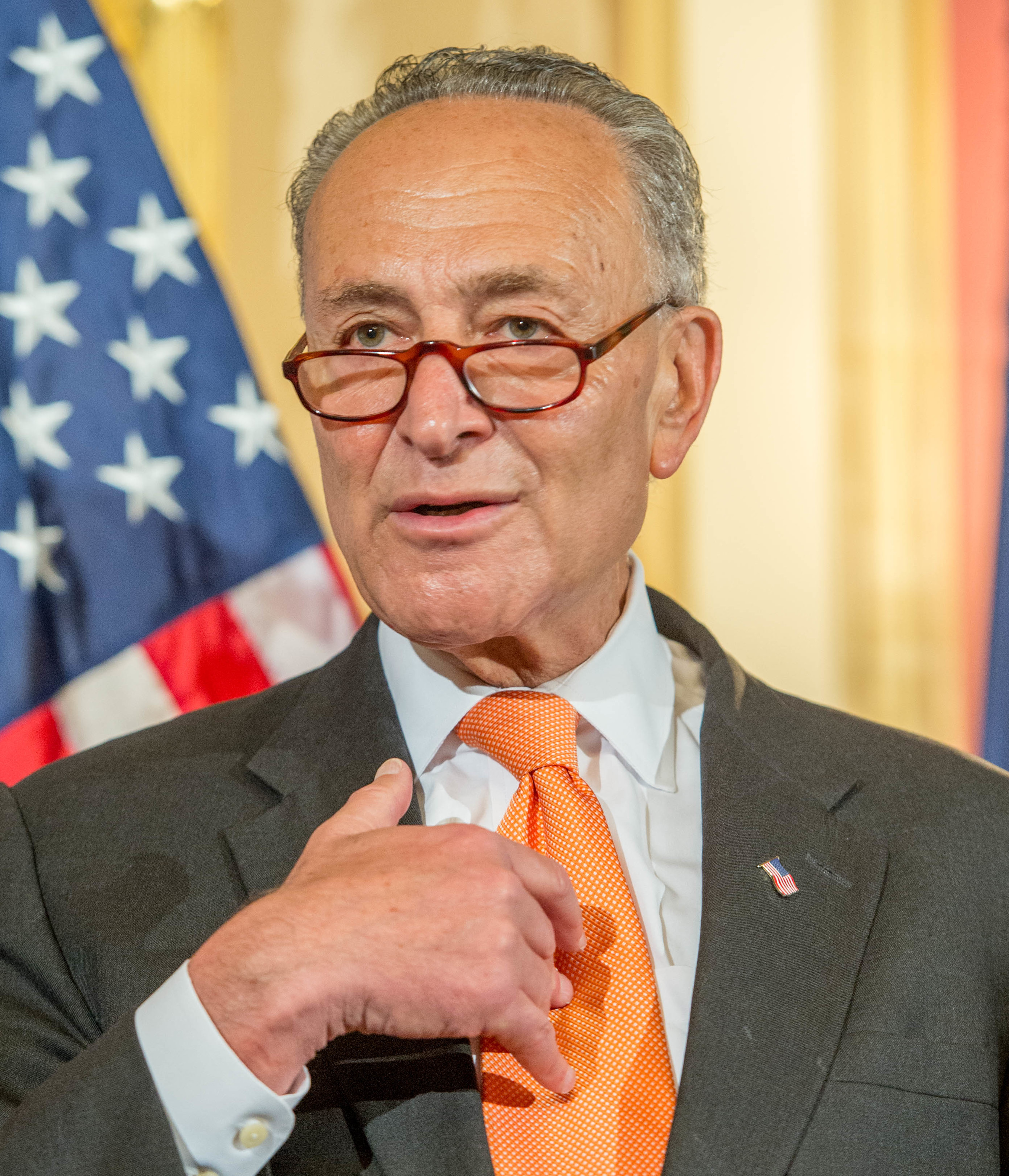
Il leader della maggioranza Chuck Schumer (2021-2025)

Il 20 gennaio 2021, Biden si è insediato come 46º presidente degli Stati Uniti. È entrato in carica con quella che si definisce una "tripletta di governo", avendo la maggioranza sia alla Camera che al Senato, con i candidati Democratici che, in Georgia, hanno conquistato sia il seggio senatoriale regolarmente scaduto nel 2020 che quello vacante, dopo le dimissioni, nel 2019, del senatore repubblicano Johnny Isakson. La procedura di proclamazione dei risultati dell'elezione di Biden da parte del Collegio Elettorale è stata interrotta da disordini, tra cui l'attacco al Campidoglio degli Stati Uniti del 6 gennaio e i tentativi di ribaltare le elezioni presidenziali degli Stati Uniti del 2020.
Il presidente Biden ha firmato, durante i suoi primi 100 giorni alla Casa Bianca, l'American Rescue Plan Act, un disegno di legge mirato allo stimolo economico utile ad affrontare la pandemia di COVID-19.
Nel novembre 2021, Biden ha firmato il bipartisan Infrastructure Investment and Jobs Act da 1,2 trilioni di dollari, che incorporava aspetti del precedenteAmerican Jobs Plan, di marzo 2021. Il presidente non è stato però in grado di ottenere un accordo per espandere la rete di sicurezza sociale nota come Build Back Better Act, ma i negoziati intercorsi al riguardo hanno condotto all'Inflation Reduction Act che contiene ampi investimenti per il clima, una riforma fiscale e quella dei prezzi dei farmaci da prescrizione. I principali negoziatori sono stati i senatori democratici moderati Joe Manchin e Kyrsten Sinema (poi uscita dalle file del partito), insieme al leader della maggioranza Chuck Schumer. Biden ha confermato Kentanji Brown Jackson alla Corte Suprema e ha aderito all'Accordo di Parigi. In politica estera, ha completato il ritiro delle truppe statunitensi dall'Afghanistan ed ha sostenuto gli ucraini contro la Russia con armi e aiuti. Nel 2022, il presidente Biden ha firmato il CHIPS and Science Act per rafforzare i contributi federali per la ricerca sui semiconduttori, per contrastare in tale ambito la Cina, e l'Honoring our PACT Act per espandere i benefici sanitari dei veterani esposti ad agenti tossici.
Dopo la sentenza della Corte Suprema nel procedimento Dobbs v. Jackson Women's Health Organization, che ha portato a divieti di abortire in gran parte del paese, il Partito Democratico si è mobilitato a favore dei diritti all'aborto.
A seguito dei risultati delle elezioni di metà mandato del 2022 la maggioranza alla Camera è passata ai repubblicani e Nancy Pelosi si è dimessa dalla carica di Speaker. Il partito ha quindi eletto Hakeem Jeffries come leader della minoranza. Tuttavia, nella medesima tornata elettorale, il partito ha ottenuto un seggio al Senato e ha conquistato seggi a livello statale. Dal 2023 al 2025 il partito ha detenuto la presidenza e la maggioranza al Senato, oltre a 24 governatorati statali, 19 legislature statali e 17 "trifectas" del governo statale (governatore e controllo di entrambe le camere di uno Stato). Tre dei nove giudici in carica alla Corte Suprema sono stati nominati dai presidenti democratici.
Dopo una iniziale partecipazione alle primarie, Joe Biden si è poi ritirato dalla corsa alla Presidenza, e la Vicepresidente Kamala Harris è stata nominata candidata alla Casa Bianca, contro il repubblicano Donald Trump. Harris ha perso le elezioni, ottenendo il 48,32% dei voti contro il 49,80% di Trump, corrispondenti a 226 delegati contro i 312 di Trump. Con le elezioni per il Congresso, dal 2025 il partito ha inoltre perso anche la maggioranza al Senato, rimanendo in minoranza anche alla Camera.